# Liste der Reichstagsabgeordneten im Nationalsozialismus (4. Wahlperiode)
Mit dem § 1 des Gesetzes gegen die Neubildung von Parteien vom 14. Juli 1933 wurde die NSDAP zur einzigen im Deutschen Reich bestehenden Partei erklärt. Demzufolge bestand in dem am 10. April 1938 „gewählten“ Reichstag nur die Fraktion der NSDAP. Mit der Ergänzungswahl vom 4. Dezember 1938 traten auch Abgeordnete aus dem Sudetenland ein. Mitglieder des Reichstages, die nicht der NSDAP angehörten, wurden als Gäste der NSDAP-Fraktion geführt.
Insgesamt wurden laut offiziellem Wahlergebnis fast 49 Millionen Stimmen abgegeben (Wahlbeteiligung 99,6 %), davon 99,1 % für die Listen der NSDAP. Der Reichstag hatte damit 814 Mitglieder. Nach dem Eintritt der 41 Abgeordneten aus dem Sudetenland infolge der Ergänzungswahl vom 4. Dezember 1938 und der Aufnahme von Abgeordneten aus weiteren neu zum Reich gekommenen Gebieten, stieg die Zahl der Mitglieder auf 876.
Der Reichstag trat nur zu acht Sitzungen zusammen, die letzte Sitzung fand am 26. April 1942 statt.

## Präsidium
- Präsident des Reichstages: Hermann Göring
- Erster Stellvertreter: Hanns Kerrl
- Zweiter Stellvertreter: Hermann Esser
- Dritter Stellvertreter: Emil von Stauß

 Das Präsidium wurde auf der ersten Sitzung am 30. Januar 1939 en bloc gewählt. 

## Mitglieder

### A
- Josef Ackermann (1905–1997), Wahlkreis 21 (Koblenz-Trier), eingetreten am 9. Dezember 1941 für Abg. Dern
- Georg Ahlemann (1870–1945), Wahlkreis 34 (Hamburg)
- Karl Ahorner (1889–1949), Land Österreich
- Erich Akt (1898–unbekannt), Wahlkreis 3 (Berlin Ost)
- Herbert Albrecht (1900–1945), Wahlkreis 28 (Dresden-Bautzen)
- Walter Aldinger (1904–1945), Wahlkreis 20 (Köln-Aachen)
- Eduard Altenburg (1894–1943), Wahlkreis 30 (Chemnitz-Zwickau), verstorben am 29. Dezember 1943
- Werner Altendorf (1906–1945), Wahlkreis 35 (Mecklenburg), verstorben am 3. Mai 1945
- Georg Altner (1901–1945), Wahlkreis 31 (Württemberg), verstorben am 12. April 1945
- Ludolf von Alvensleben (1901–1970), Wahlkreis 31 (Württemberg)
- Max Amann (1891–1957), Wahlkreis 24 (Oberbayern–Schwaben)
- Fritz Amreich (1895–1945), Sudetenland, eingetreten am 13. Mai 1943 für Abg. Schicketanz (Reichenberg)
- Otto Andres (1902–1975), Danzig-Westpreußen, eingetreten am 7. Juli 1940, Mandat erloschen am 26. Juli 1943
- Johann Appler (1892–1978), Wahlkreis 26 (Franken)
- Günther Arndt (1894–1975), Wahlkreis 7 (Breslau)
- Alfred Arnold (1888–1960), Wahlkreis 31 (Württemberg)
- Artur Axmann (1913–1996), Wahlkreis 1 (Ostpreußen), eingetreten am 6. Oktober 1941 für Abg. Usadel
- Georg Ay (1900–1997), Wahlkreis 10 (Magdeburg)

### B
- Heinrich Bachmann (1903–1945), Wahlkreis 11 (Merseburg)
- Erich von dem Bach-Zelewski (1899–1972), Wahlkreis 7 (Breslau)
- Heinrich Bär (1905–unbekannt), Wahlkreis 28 (Dresden-Bautzen)
- Philipp Baetzner (1897–1961), Wahlkreis 31 (Württemberg)
- Victor Band (1897–1973), Land Österreich
- Paul Bang (1879–1945), Reichswahlvorschlag, Gast der NSDAP-Fraktion
- Emil Bannemann (1902–1957), Wahlkreis 13 (Schleswig-Holstein), eingetreten am 9. Dezember 1939 für Abg. Meyer-Quade
- Carl Freiherr von Bardolff (1865–1953), Land Österreich
- Kurt von Barisiani (1895–1970), Land Österreich
- Franz Barth (1886–1951), Wahlkreis 12 (Thüringen)
- Herbert Barthel (1895–1945), Wahlkreis 17 (Westfalen Nord)
- Josef Barwig (1909–1942), Reichswahlvorschlag für die sudetendeutschen Gebiete, eingetreten nach der Ergänzungswahl am 4. Dezember 1938, gefallen am 26. Mai 1942
- Viktor Bauer (1885–1977), Wahlkreis 18 (Westfalen Süd), eingetreten am 18. April 1944 für Abg. Damson
- Franz Bauer (Dortmund) (1894–1966), Wahlkreis 18 (Westfalen Süd)
- Robert Bauer (Dresden) (1898–1965), Wahlkreis 30 (Chemnitz-Zwickau)
- Josef Bauer (München) (1881–1958), Wahlkreis 24 (Oberbayern–Schwaben)
- Hans Baumann (1875–1951), Wahlkreis 24 (Oberbayern-Schwaben)
- Helmut Baumert (1909–1980), Wahlkreis 31 (Württemberg)
- Willy Becker (Frankfurt) (1890–1945), Wahlkreis 19 (Hessen-Nassau)
- Hellmuth Becker (Hamburg) (1902–1962), Wahlkreis 34 (Hamburg)
- Adolf Beckerle (1902–1976), Wahlkreis 19 (Hessen-Nassau)
- Hans Beeck (1896–1983), Wahlkreis 13 (Schleswig-Holstein)
- Hermann Behrends (1907–1948), Land Österreich, eingetreten am 13. März 1939 für Abg. Klausner
- Erich Behrendt (1904–1941), Wahlkreis 1 (Ostpreußen), gefallen am 27. Dezember 1941
- Peter Bell (1889–1939), Wahlkreis 25 (Niederbayern), verstorben am 22. September 1939
- Heinrich Bennecke (1902–1972), Wahlkreis 6 (Pommern)
- Joseph Berchtold (1897–1962), Wahlkreis 32 (Baden)
- Gottfried Bergener, siehe Gottfried Krczal
- Gottlob Berger (1896–1975), Wahlkreis 22 (Düsseldorf Ost), eingetreten am 5. August 1943 für Abg. Pohl
- Theo Berkelmann (1894–1943), Wahlkreis 28 (Dresden-Bautzen), verstorben am 27. Dezember 1943
- Peter Berns (1907–1941), Wahlkreis 22 (Düsseldorf Ost), gefallen am 3. Juli 1941
- Gustav Bertram (1883–1963), Wahlkreis 18 (Westfalen Süd), eingetreten am 12. März 1942 für Abg. Wagner (Bochum)
- Wilhelm Bertuleit (1900–1941), am 25. April 1939 als Abgeordneter des Memellandes berufen, gefallen am 22. Juli 1941
- Hermann Bethke (1900–1940), Wahlkreis 1 (Ostpreußen), eingetreten am 15. Oktober 1938 für Abg. von Walthausen, verstorben am 14. Januar 1940
- Wilhelm Beyer (1885–1945), Wahlkreis 23 (Düsseldorf West), verstorben am 11. April 1945
- Georg Biederer (1900–1967), Wahlkreis 24 (Oberbayern–Schwaben)
- Bruno Biedermann (1904–1953), Wahlkreis 12 (Thüringen), eingetreten am 4. Juli 1940 für Abg. Haselwander
- Franz Bielefeld (1907–1989), Wahlkreis 18 (Westfalen Süd), eingetreten am 3. November 1941 für Abg. Knickmann
- Paul Binus (1901–1981), Wahlkreis 9 (Oppeln)
- Franz Binz (1896–1965), Wahlkreis 20 (Köln-Aachen)
- Hubert Birke (1892–1950), Reichswahlvorschlag für die sudetendeutschen Gebiete, eingetreten nach der Ergänzungswahl am 4. Dezember 1938
- Gottfried Graf von Bismarck-Schönhausen (1901–1949), Wahlkreis 6 (Pommern), Mandat am 29. August 1944 erloschen
- Wilhelm Bisse (1881–1946), Wahlkreis 31 (Württemberg)
- Hanns Blaschke (1896–1971), Land Österreich
- Willi Bloedorn (1887–1946), Wahlkreis 6 (Pommern)
- Kurt Blome (1894–1969), Wahlkreis 3 (Berlin Ost), eingetreten am 22. April 1939 für Abg. Wagner (München)
- Johannes Eberhard Bochmann (1899–1977), Wahlkreis 30 (Chemnitz-Zwickau), eingetreten am 10. November 1939 für Abg. Pillmayer
- Franz Bock (1905–1974), Wahlkreis 22 (Düsseldorf Ost)
- Arthur Böckenhauer (1899–1953), Wahlkreis 16 (Südhannover–Braunschweig (Land))
- Willi Boeckmann (1910–1943), Wahlkreis 1 (Ostpreußen), gefallen am 28. Juli 1943
- Helmut Böhme (1902–1945), Wahlkreis 28 (Dresden-Bautzen)
- Wilhelm Börger (1896–1962), Wahlkreis 22 (Düsseldorf Ost)
- Erich Börger (Düsseldorf) (1899–1975), Wahlkreis 22 (Düsseldorf Ost), eingetreten am 25. August 1941 für Abg. Berns
- Peter Börnsen (1896–1986), Wahlkreis 13 (Schleswig-Holstein)
- Wilhelm Bösing (1902–1949), Wahlkreis 27 (Rheinpfalz–Saarland)
- Erich Boetel (1904–1940), Wahlkreis 1 (Ostpreußen), verstorben am 22. Mai 1940
- Ernst Wilhelm Bohle (1903–1960), Wahlkreis 31 (Württemberg)
- Heinrich Bohnens (1891–1952), Wahlkreis 14 (Weser-Ems)
- Andreas Bolek (1894–1945), Wahlkreis 33 (Hessen)
- Karl Bombach (1891–1945), Wahlkreis 2 (Berlin West)
- Walter Borlinghaus (1906–1945), Wahlkreis 18 (Westfalen Süd), eingetreten am 18. Februar 1944 für Abg. Riemenschneider, verstorben am 14. April 1945
- Albert Bormann (Berlin) (1902–1989), Wahlkreis 2 (Berlin West)
- Martin Bormann (München) (1900–1945), Wahlkreis 5 (Frankfurt, Oder), verstorben am 2. Mai 1945
- Otto Born (1892–1945), Wahlkreis 2 (Berlin West)
- Felix Bornemann (1894–1990), Reichswahlvorschlag für die sudetendeutschen Gebiete, eingetreten nach der Ergänzungswahl am 4. Dezember 1938
- Friedrich Boschmann (1903–1965), Wahlkreis 34 (Hamburg)
- Philipp Bouhler (1899–1945), Wahlkreis 18 (Westfalen Süd)
- Fritz Bracht (1899–1945) Wahlkreis 7 (Breslau)
- Willi Brandner (1909–1944), Reichswahlvorschlag für die sudetendeutschen Gebiete, eingetreten nach der Ergänzungswahl am 4. Dezember 1938, gefallen am 29. Dezember 1944
- Otto Braß (1887–1945), Wahlkreis 2 (Berlin West)
- Rudolf Braun (1889–1975), Wahlkreis 19 (Hessen-Nassau)
- Edmund Brauner (1899–1960), Land Österreich, eingetreten am 19. März 1943 für Abg. Honisch
- Reinhard Bredow (1872–1945), Wahlkreis 5 (Frankfurt, Oder)
- Emil Breitenstein (1899–1971), Wahlkreis 24 (Oberbayern–Schwaben), eingetreten am 10. Dezember 1942 für Abg. Wenzl (München)
- Karl Breitenthaler (1879–1950), Land Österreich
- Helmut Breymann (1911–1944), Land Österreich, gefallen am 27. Juli 1944
- Ralf Brockhausen (1898–1945), Wahlkreis 2 (Berlin West), gefallen am 26. April 1945
- Hugo Bruckmann (1863–1941), Wahlkreis 32 (Baden), verstorben am 3. September 1941
- Wilhelm Brückner (Berlin) (1884–1954), Wahlkreis 3 (Berlin Ost)
- Karl Brückner (Glogau) (1904–1945), Wahlkreis 8 (Liegnitz), gefallen am 3. April 1945
- Paul Brusch (* 1884), Wahlkreis 15 (Osthannover)
- Karl Bubenzer (1900–1975), Wahlkreis 23 (Düsseldorf West), eingetreten am 25. April 1939 für Abg. Unger
- Walter Buch (1883–1949), Wahlkreis 29 (Leipzig)
- Franz Buchner (1898–1967), Wahlkreis 24 (Oberbayern–Schwaben), Mandat am 20. August 1944 niedergelegt
- Kurt Budäus (1908–1963), Wahlkreis 35 (Mecklenburg), eingetreten am 14. Dezember 1943 für Abg. von Stauß
- Richard Büchner (1897–1941), Wahlkreis 19 (Hessen-Nassau), verstorben am 13. Januar 1941
- Josef Bürckel (1895–1944), Wahlkreis 27 (Rheinpfalz–Saarland), verstorben am 28. September 1944
- Friedrich Bürger (1899–1972), Reichswahlvorschlag für die sudetendeutschen Gebiete, eingetreten nach der Ergänzungswahl am 4. Dezember 1938
- Hanns Bunge (1898–1966), Wahlkreis 24 (Oberbayern–Schwaben)
- Walter Burghardt (Dresden) (1885–1938), Wahlkreis 28 (Dresden-Bautzen), verstorben am 17. August 1938
- Hans Burkhardt (Fulda) (1891–1948), Wahlkreis 19 (Hessen-Nassau)
- Wilhelm Busch (1892–1968), Wahlkreis 12 (Thüringen)
- Wilhelm Buße (1878–1965), Reichswahlvorschlag, eingetreten am 27. November 1941 für Abg. Heß
- Rudolf Buttmann (1885–1947), Wahlkreis 24 (Oberbayern–Schwaben)

### C
- Karl Camphausen (1896–1962), Wahlkreis 23 (Düsseldorf West)
- Otto Christandl (1909–1946), Land Österreich
- Oluf Christensen (1904–1957), WK 5 (Frankfurt, Oder), eingetreten am 29. November 1941 für Abg. Manthey
- Edmund Christoph (1901–1961), Land Österreich
- Heinrich Claß (1868–1953), Reichswahlvorschlag, Gast der NSDAP-Fraktion
- Robert Claussen (1909–1941), Wahlkreis 21 (Koblenz-Trier), gefallen am 3. August 1941
- Carl Eduard Herzog von Coburg (1884–1954), Reichswahlvorschlag
- Leonardo Conti (1900–1945), Land Österreich, eingetreten am 27. August 1941 für Abg. Leopold
- Walther von Corswant (1886–1942), Wahlkreis 6 (Pommern), verstorben am 12. Dezember 1942
- Carl Croneiß (1891–1973), Reichswahlvorschlag
- Bruno Czarnowski (1902–1988), Wahlkreis 11 (Merseburg)

### D
- Otto Dahlem (1891–1980), Wahlkreis 23 (Düsseldorf West)
- Paul Dahm (1904–1974), Wahlkreis 22 (Düsseldorf Ost), eingetreten am 1. August 1940 für Abg. Weitzel
- Werner Daitz (1884–1945), Wahlkreis 20 (Köln-Aachen), verstorben am 5. Mai 1945
- Kurt Daluege (1897–1946), Wahlkreis 3 (Berlin Ost)
- Wilhelm Dame (1895–1966), Wahlkreis 1 (Ostpreußen), eingetreten am 31. März 1942 für Abg. Behrendt
- Leopold Damian (1895–1971), Wahlkreis 32 (Baden), eingetreten am 28. April 1942 für Abg. Ziegler
- Willy Damson (1894–1944), Wahlkreis 18 (Westfalen Süd), Mandat am 22. März 1944 erloschen
- Paul Dargel (* 1903), Wahlkreis 1 (Ostpreußen)
- Walther Darré (1895–1953), Wahlkreis 28 (Dresden-Bautzen)
- Hans Dauser (1877–1969), Wahlkreis 24 (Oberbayern–Schwaben)
- Herbert David (1900–1985), Reichswahlvorschlag für die sudetendeutschen Gebiete, eingetreten nach der Ergänzungswahl am 4. Dezember 1938
- Georg Dechant (1893–1978), Wahlkreis 26 (Franken), eingetreten am 26. Februar 1944 für Abg. von Obernitz
- Wilhelm Decker (1899–1945), Wahlkreis 4 (Potsdam), gefallen am 1. Mai 1945
- Hans-Gerhard Dedeke (1904–1975), Wahlkreis 18 (Westfalen Süd)
- Johann Deininger (1896–1973), Wahlkreis 24 (Oberbayern–Schwaben)
- Karl Dempel (1897–1967), Wahlkreis 31 (Württemberg)
- Detlef Dern (1905–1941), Wahlkreis 21 (Koblenz-Trier), gefallen am 15. August 1941
- Bruno Dieckelmann (1897–1967), Wahlkreis 14 (Weser-Ems)
- Hein Diehl (1896–1964), Wahlkreis 18 (Westfalen Süd)
- Christoph Diehm (1892–1960), Wahlkreis 32 (Baden)
- Hans Diesenreiter (1909–1978), Land Österreich
- Erich Diestelkamp (1900–1983), Wahlkreis 22 (Düsseldorf Ost)
- Rudolf Dietl (1892–1976), Reichswahlvorschlag für die sudetendeutschen Gebiete, eingetreten nach der Ergänzungswahl am 4. Dezember 1938
- Hans Dietrich (Franken) (1898–1945), Wahlkreis 27 (Rheinpfalz–Saarland), verstorben am 11. April 1945
- Otto Dietrich (Berlin) (1897–1952), Wahlkreis 29 (Leipzig)
- Josef Dietrich (München) (1892–1966), Wahlkreis 5 (Frankfurt, Oder)
- Hans Dippel (1893–1945), Wahlkreis 19 (Hessen-Nassau), verstorben am 11. April 1945
- Oskar Dobat (1914–1973), Wahlkreis 1 (Ostpreußen), eingetreten am 17. November 1943 für Abg. Boeckmann
- Carl Ludwig Doerr (1887–1954), Wahlkreis 20 (Köln-Aachen)
- Richard Donnevert (1896–1970), Sudetenland, eingetreten am 19. August 1940 für Abg. Kraus (Hohenelbe)
- Hans Dotzler (1906–1979), Wahlkreis 26 (Franken), eingetreten am 26. Februar 1942 für Abg. Götz
- Richard Drauz (1894–1946), Wahlkreis 31 (Württemberg)
- Paul Drechsel (1888–1953), Wahlkreis 30 (Chemnitz-Zwickau)
- Wilhelm Dreher (1892–1969), Wahlkreis 31 (Württemberg)
- Karl Dreier (1898–1974), Wahlkreis 17 (Westfalen Nord)
- Erich Drescher (1894–1956), Wahlkreis 14 (Weser-Ems)
- Wilhelm Dreßler (1893–1945), Reichswahlvorschlag für die sudetendeutschen Gebiete, eingetreten nach der Ergänzungswahl am 4. Dezember 1938
- Otto Dreyer (Birkenfeld) (1903–1986), Wahlkreis 21 (Koblenz-Trier)
- Oskar Druschel (1904–1944), Wahlkreis 22 (Düsseldorf Ost), gefallen am 28. Juni 1944
- Ernst Dürrfeld (1898–1945), Wahlkreis 27 (Rheinpfalz–Saarland), verstorben am 24. April 1945
- Ernst Duschön (1904–1981), Wahlkreis 1 (Ostpreußen)

### E
- Friedrich Karl von Eberstein (1894–1979), Wahlkreis 24 (Oberbayern–Schwaben)
- Walter Ebner (1911–1992), Land Österreich, eingetreten am 19. Januar 1943 für Abg. Urstöger
- Alfred Eckart (1901–1940), Wahlkreis 12 (Thüringen), gefallen am 14. Juni 1940
- Joachim Eggeling (1884–1945), Wahlkreis 11 (Merseburg), verstorben am 15. April 1945
- Ludwig Eichholz (1903–1964), Reichswahlvorschlag für die sudetendeutschen Gebiete, eingetreten nach der Ergänzungswahl am 4. Dezember 1938
- Theodor Eicke (1892–1943), Wahlkreis 30 (Chemnitz-Zwickau), gefallen am 26. Februar 1943
- Nikolaus Eiden (1901–1956), Wahlkreis 25 (Niederbayern), eingetreten am 20. Juli 1942 für Abg. Hühnlein
- August Eigruber (1907–1947), Land Österreich
- Hans Eisenkolb (1905–1978), Land Österreich
- Kuno von Eltz-Rübenach (1904–1945), Wahlkreis 20 (Köln-Aachen), gefallen am 30. Januar 1945
- Johannes Engel (1894–1973), Wahlkreis 2 (Berlin West)
- Otto Engelbrecht (1896–1970), Wahlkreis 3 (Berlin Ost), eingetreten am 9. Dezember 1938 für Abg. Freiherr von Lindenfels
- Fritz Engler-Füßlin (1891–1966), Wahlkreis 32 (Baden)
- Emil Engler (Lauban) (* 1895), Wahlkreis 8 (Liegnitz)
- Franz von Epp (1868–1947), Wahlkreis 24 (Oberbayern–Schwaben)
- Otto Erbersdobler (1895–1981), Wahlkreis 25 (Niederbayern)
- Alfred Ernst (1895–1953), Wahlkreis 3 (Berlin Ost)
- Johann Esel (1900–1987), Land Österreich, ausgeschieden am 23. März 1941
- Hermann Esser (1900–1981), Wahlkreis 24 (Oberbayern–Schwaben)
- Arthur Etterich (1894–1960), Wahlkreis 21 (Koblenz-Trier)
- Friedrich Everling (1891–1958), Reichswahlvorschlag, Gast der NSDAP-Fraktion, Beitritt 1938
- Lenhard Everwien (1897–1971), Wahlkreis 14 (Weser-Ems), eingetreten am 5. Oktober 1942 für Abg. Hogrefe

### F
- Hans Fabricius (1891–1945), Wahlkreis 2 (Berlin West), gefallen am 28. April 1945
- Reinhard Fäthe (1902–1978), Wahlkreis 16 (Südhannover–Braunschweig (Land))
- Oskar Farny (1891–1983), Reichswahlvorschlag, Gast der NSDAP-Fraktion
- Paul Faßbach (1897–1945), Wahlkreis 17 (Westfalen Nord), gefallen am 23. April 1945
- Rudolf Feick (1900–1945), Wahlkreis 22 (Düsseldorf Ost), ausgeschieden am 22. April 1944
- Peter Feistritzer (1901–1947), Land Österreich, eingetreten am 6. Februar 1942 für Abg. Gebhardt
- Karl Feitenhansl (1891–1951), Reichswahlvorschlag für die sudetendeutschen Gebiete, eingetreten nach der Ergänzungswahl am 4. Dezember 1938
- Richard Fiedler (Halle) (1908–1974), Wahlkreis 11 (Merseburg)
- Karl Fiedler (Zerbst) (* 1897), Wahlkreis 10 (Magdeburg)
- Karl Fiehler (1895–1969), Wahlkreis 24 (Oberbayern–Schwaben)
- Max Fillusch (1896–1965), Wahlkreis 9 (Oppeln)
- Heinrich Graf Fink von Finkenstein (1894–1984), Wahlkreis 8 (Liegnitz)
- Hans Fischböck (1895–1967), Land Österreich
- Curt Fischer (Berlin) (1901–1945), Wahlkreis 17 (Westfalen Nord)
- Arnold Fischer (Essen) (1898–1972), Wahlkreis 23 (Düsseldorf West)
- Ludwig Fischer (Hamburg) (1905–1947), Wahlkreis 23 (Düsseldorf West)
- Hugo Fischer (München), (1902–1979), Wahlkreis 3 (Berlin Ost)
- Wilhelm Fischer (Olpe) (1906–1965), Wahlkreis 18 (Westfalen Süd)
- Josef Fitzthum (1896–1945), Land Österreich, verstorben am 10. Januar 1945
- Friedrich Karl Florian (1894–1975), Wahlkreis 22 (Düsseldorf Ost)
- Karl Folta (Brünn) (1893–1947), am 25. April 1939 als Abgeordneter für die Deutschen im Protektorat Böhmen und Mähren in den Reichstag entsandt
- Hermann Foppa (1882–1959), Land Österreich
- Rolf Fordon (1909–1977), Wahlkreis 2 (Berlin West), eingetreten am 8. Dezember 1944 für Wolf Graf von Helldorff
- Albert Forster (1902–1952), Wahlkreis 26 (Franken), ab 7. Juli 1940 Danzig-Westpreußen
- Hans Frank (1900–1946), Wahlkreis 8 (Liegnitz)
- Ludwig Frank (Marienbad) (1883–1945), Reichswahlvorschlag für die sudetendeutschen Gebiete, eingetreten nach der Ergänzungswahl am 4. Dezember 1938
- Karl Hermann Frank (Reichenberg) (1898–1946), Reichswahlvorschlag für die sudetendeutschen Gebiete, eingetreten nach der Ergänzungswahl am 4. Dezember 1938
- Paul Franke (Liegnitz) (1892–1961), Wahlkreis 8 (Liegnitz)
- Christian Franke (Münster) (1891–1972), Wahlkreis 17 (Westfalen Nord)
- Alfred Frauenfeld (1898–1977), Wahlkreis 22 (Düsseldorf Ost)
- Roland Freisler (1893–1945), Wahlkreis 35 (Mecklenburg), verstorben am 3. Februar 1945
- Ernst Frenzel (1904–1978), Wahlkreis 12 (Thüringen)
- Hans Georg Freund (1905–1942), Wahlkreis 30 (Chemnitz-Zwickau), vermisst seit Januar 1942
- Kurt Frey (1902–1945), Wahlkreis 24 (Oberbayern–Schwaben), verstorben am 19. Januar 1945
- Hans von Freyberg (1881–1945), Wahlkreis 2 (Berlin West), verstorben am 24. April 1945
- Alfred Freyberg (Dessau) (1892–1945), Wahlkreis 10 (Magdeburg), Suizid am 18. April 1945
- Axel Freiherr von Freytagh-Loringhoven (1878–1942), Wahlkreis 7 (Breslau), Gast der NSDAP-Fraktion, verstorben am 29. Oktober 1942
- Wilhelm Frick (1877–1946), Wahlkreis 12 (Thüringen)
- Erich Friedrich (1901–1971), Wahlkreis 13 (Schleswig-Holstein)
- Helmuth Friedrichs (1899–1945), Wahlkreis 19 (Hessen-Nassau)
- Karl Fritsch (1901–1944), Wahlkreis 30 (Chemnitz-Zwickau), verstorben am 22. April 1944
- Otto Frowein (1899–1945), Wahlkreis 2 (Berlin West)
- Fritz Fuchs (Hessen) (1894–1977), Wahlkreis 19 (Hessen-Nassau), eingetreten am 28. Januar 1943 für Abg. Gimbel
- Erich Fuchs (Ostpreußen) (1894–1945), Wahlkreis 1 (Ostpreußen), Mandat am 17. August 1944 erloschen
- Herbert Fust (1899–1974), Wahlkreis 27 (Rheinpfalz–Saarland)

### G
- Franz Ganninger (1900–1945), Wahlkreis 25 (Niederbayern)
- Walter Gasthuber (1905–1966), Land Österreich, eingetreten am 17. November 1943 für Abg. Mitterbauer
- Karl Paul Gebhardt (1905–1941), Land Österreich, gefallen am 13. September 1941
- Richard Gehrig (1897–1978), Wahlkreis 26 (Franken)
- Friedrich Geißelbrecht (1895–1985), Wahlkreis 18 (Westfalen Süd)
- Hermann Gerischer (1901–1990), Wahlkreis 28 (Dresden-Bautzen)
- Karl Gerland (1905–1945), Wahlkreis 8 (Liegnitz), gefallen am 21. April 1945
- Michael Gerstner (1896–1977), Wahlkreis 26 (Franken), eingetreten am 24. April 1941 für Abg. Sperber
- Hans Gewecke (1906–1991), Wahlkreis 13 (Schleswig-Holstein)
- Waldemar Geyer (1882–1947), Wahlkreis 3 (Berlin Ost)
- Stephan Gierets (1895–1941), Eupen-Malmedy, eingetreten am 9. Juni 1941, verstorben am 25. Juni 1941
- Hermann Giesler (1898–1987), Wahlkreis 2 (Berlin West), eingetreten am 4. August 1943 für Abg. Graf von der Goltz
- Paul Giesler (1895–1945), Wahlkreis 14 (Weser-Ems)
- Adalbert Gimbel (1898–1973), Wahlkreis 19 (Hessen-Nassau), ausgeschieden am 27. November 1942
- Edmund Glaise von Horstenau (1882–1946), Land Österreich
- Odilo Globocnik (1904–1945), Land Österreich
- Walter Gloy (1886–1953), Wahlkreis 34 (Hamburg)
- Joseph Goebbels (1897–1945), Wahlkreis 2 (Berlin West), verstorben am 1. Mai 1945
- Heinrich Göckenjan (1900–1986), Wahlkreis 17 (Westfalen Nord)
- Arthur Hugo Göpfert (1902–1986), Wahlkreis 28 (Dresden-Bautzen)
- Hermann Göring (1893–1946), Wahlkreis 4 (Potsdam)
- Artur Görlitzer (1893–1945), Wahlkreis 3 (Berlin Ost), verstorben am 25. April 1945
- Karl Götz (1888–1954), Wahlkreis 26 (Franken), ausgeschieden am 17. Januar 1942
- Otto Gohdes (1896–1945), Wahlkreis 6 (Pommern), verstorben am 5. März 1945
- Rüdiger Graf von der Goltz (1894–1976), Wahlkreis 2 (Berlin West), ausgeschieden am 31. März 1943
- Walter Gottschalk (1893–1952), Wahlkreis 7 (Breslau)
- Leo Gotzmann (1893–1945), Land Österreich
- Georg Gradl (1884–1950), Wahlkreis 26 (Franken), Mandat erloschen am 28. März 1942
- Günther Gräntz (1905–1945), Wahlkreis 21 (Koblenz-Trier), gefallen am 30. April 1945
- Ulrich Graf (1878–1950), Reichswahlvorschlag
- Walter Granzow (1887–1952), Wahlkreis 10 (Magdeburg), ausgeschieden am 31. März 1943
- Hermann Grassl (1896–1969), Wahlkreis 25 (Niederbayern)
- August Greim (1895–1975), Wahlkreis 26 (Franken)
- Arthur Greiser (1897–1946), Wartheland, eingetreten am 7. Juli 1940
- Friedrich Grimm (Essen) (1888–1959), Wahlkreis 23 (Düsseldorf West)
- Wilhelm Grimm (München) (1889–1944), Wahlkreis 26 (Franken), verstorben am 21. Juli 1944
- Jacques Groeneveld (1892–1983), Wahlkreis 14 (Weser-Ems)
- Josef Grohé (1902–1987), Wahlkreis 20 (Köln-Aachen)
- Hermann Groine (1897–1941), Wahlkreis 29 (Leipzig), gefallen am 31. Juli 1941
- Wilhelm von Grolman (1894–1985), Wahlkreis 7 (Breslau)
- Walter Groß (Berlin) (1904–1945), Wahlkreis 9 (Oppeln)
- Martin Groß (Weimar) (* 1901), Wahlkreis 12 (Thüringen)
- Udo Grosse (1896–1946), Wahlkreis 10 (Magdeburg)
- Ferdinand Großherr (1898–1945), Wahlkreis 1 (Ostpreußen), gefallen am 9. April 1945
- Willy Grothe (1886–1959), Wahlkreis 30 (Chemnitz-Zwickau)
- Hans Grüneberg (1899–1991), Wahlkreis 5 (Frankfurt, Oder)
- Kurt Günther (1896–1947), Wahlkreis 12 (Thüringen)
- Rudolf Gugel (1908–1945), Wahlkreis 26 (Franken), verstorben am 20. Januar 1945
- Karl Gutenberger (1905–1961), Wahlkreis 23 (Düsseldorf West)

### H
- Heinrich Haake (1892–1945), Wahlkreis 20 (Köln-Aachen)
- Curt Haase (* 1897), Wahlkreis 28 (Dresden-Bautzen)
- Wilhelm Habbes (1896–1948), Wahlkreis 18 (Westfalen Süd)
- Rudolf Habedank (1893–1969), Wahlkreis 34 (Hamburg)
- Georg Haberkern (1899–1945), Wahlkreis 26 (Franken), eingetreten am 13. April 1942 für Abg. Gradl
- Theodor Habicht (1898–1944), Wahlkreis 19 (Hessen-Nassau), gefallen am 31. Januar 1944
- Albert Hackelsberger (1893–1940), Wahlkreis 32 (Baden), Gast der NSDAP-Fraktion, Mandat am 8. Dezember 1938 für ungültig erklärt
- Johann Häfker (1885–1948), Wahlkreis 34 (Hamburg), eingetreten am 5. Juli 1943 für Abg. Meyer (Hamburg)
- Fritz Härtl (1892–1974), Wahlkreis 10 (Magdeburg)
- Hans Hagemeyer (1899–1993), Wahlkreis 22 (Düsseldorf Ost), eingetreten am 29. September 1941 für Abg. Urban
- Erich Hagenmeyer (1892–1963), Wahlkreis 31 (Württemberg), eingetreten am 1. März 1939 für Abg. Utz
- Heinrich Hager (1893–1941), Wahlkreis 26 (Franken), gefallen am 27. September 1941
- Sepp Hainzl (1888–1960), Land Österreich
- August Hallermann (1896–1966), Wahlkreis 11 (Merseburg)
- Walter Hamfler (1907–1940), Wahlkreis 9 (Oppeln), gefallen am 22. Juni 1940
- Konrad Hammetter (1898–1941), Land Österreich, eingetreten am 2. April 1941 für Abg. Esel, gefallen am 16. Oktober 1941
- Franz Hanke (Wien) (1892–1980), Land Österreich, ausgeschieden am 31. Oktober 1944
- Karl Hanke (Berlin) (1903–1945), Wahlkreis 3 (Berlin Ost)
- Paul Harpe (1902–1983), Wahlkreis 2 (Berlin West)
- Erich Hartmann (1896–1976), Wahlkreis 17 (Westfalen Nord)
- Herbert Haselwander (1910–1940), Wahlkreis 12 (Thüringen), gefallen am 21. Mai 1940
- Daniel Hauer (1879–1945), Wahlkreis 31 (Württemberg)
- Anton Hausmann (1899–1960), Reichswahlvorschlag für die sudetendeutschen Gebiete, eingetreten nach der Ergänzungswahl am 4. Dezember 1938
- Alfred Hawellek (1905–1981), Wahlkreis 9 (Oppeln)
- Franz Hayler (1900–1972), Wahlkreis 17 (Westfalen Nord), eingetreten am 11. September 1942 für Abg. Springorum
- Willi Heer (1894–1961), Wahlkreis 26 (Franken)
- Wilhelm Heerde (1898–1991), Wahlkreis 8 (Liegnitz)
- Karl Heidemann (1895–1975), Wahlkreis 17 (Westfalen Nord)
- Adolf Heincke (1901–1986), Wahlkreis 15 (Osthannover)
- Wilhelm Heinz (* 1894), Sudetenland, eingetreten am 4. Januar 1943 für Abg. Barwig
- August Heißmeyer (1897–1979), Wahlkreis 17 (Westfalen Nord)
- Walther Heitmüller (1900–1945), Wahlkreis 15 (Osthannover), eingetreten am 19. November 1941 für Abg. Raecke, gefallen am 21. April 1945
- Wilhelm Helfer (1886–1954), Wahlkreis 24 (Oberbayern–Schwaben)
- Sepp Helfrich (1900–1963), Land Österreich
- Wolf Graf von Helldorff (1896–1944), Wahlkreis 2 (Berlin West), Mandat am 10. August 1944 erloschen
- Otto Hellmuth (1896–1968), Wahlkreis 26 (Franken)
- Hans von Helms (1899–1980), Wahlkreis 9 (Oppeln)
- Konrad Henlein (1898–1945), Reichswahlvorschlag für die sudetendeutschen Gebiete, eingetreten nach der Ergänzungswahl am 4. Dezember 1938
- Paul Hennicke (1883–1967), Wahlkreis 12 (Thüringen)
- Harry Henningsen (1895–1944), Wahlkreis 34 (Hamburg), verstorben am 8. März 1944
- Max Henze (1899–1951), Wahlkreis 2 (Berlin West)
- Adolf Hergenröder (1896–1945), Wahlkreis 26 (Franken)
- Walter Heringlake (1901–1969), Wahlkreis 18 (Westfalen Süd), ausgeschieden am 29. November 1941
- Adalbert Herwig (1901–1961), Wahlkreis 15 (Osthannover)
- Otto Herzog (1900–1945), Wahlkreis 7 (Breslau), verstorben am 6. Mai 1945
- Fritz Heß (Dannenfels) (1879–1938), Wahlkreis 27 (Rheinpfalz–Saarland), verstorben am 4. Juni 1938
- Rudolf Heß (1894–1987), Reichswahlvorschlag, ausgeschieden im Mai 1941
- Wilhelm Heuber (1898–1957), Wahlkreis 28 (Dresden-Bautzen)
- Reinhard Heydrich (1904–1942), Wahlkreis 22 (Düsseldorf Ost), verstorben am 4. Juni 1942
- Walter Heyse (1902–1980), Wahlkreis 33 (Hessen)
- Hans Hiedler (1898–1941), Land Österreich, gefallen am 16. September 1941
- Konstantin Hierl (1875–1955), Wahlkreis 6 (Pommern)
- Friedrich Hildebrandt (Schwerin) (1898–1948), Wahlkreis 35 (Mecklenburg)
- Richard Hildebrandt (Wiesbaden) (1897–1952), Wahlkreis 19 (Hessen-Nassau)
- Erich Hilgenfeldt (1897–1945), Wahlkreis 2 (Berlin West), verstorben am 25. April 1945
- Heinrich Himmler (1900–1945), Wahlkreis 9 (Oppeln)
- Hans Hinkel (1901–1960), Wahlkreis 3 (Berlin Ost)
- Paul Hinkler (1892–1945), Wahlkreis 34 (Hamburg), verstorben am 13. April 1945
- Kurt Hintze (1901–1944), Wahlkreis 20 (Köln-Aachen), verstorben am 13. November 1944
- Henry Hinz (1904–1986), Wahlkreis 34 (Hamburg), eingetreten am 21. September 1944 für Abg. Schroeder (Hamburg)
- Adolf Hitler (1889–1945), Wahlkreis 24 (Oberbayern–Schwaben), verstorben am 30. April 1945
- Alfons Hitzler (1897–1945), Wahlkreis 30 (Chemnitz-Zwickau)
- Paul Hocheisen (1870–1944), Wahlkreis 15 (Osthannover), verstorben am 22. Dezember 1944
- Max Hölzel (1906–1941), Land Österreich, gefallen am 21. Dezember 1941
- Julius Hönig (1902–1945), Reichswahlvorschlag für die sudetendeutschen Gebiete, eingetreten nach der Ergänzungswahl am 4. Dezember 1938
- Konstantin Höß (1903–1970), Sudetenland, eingetreten am 28. Februar 1940 für Abg. Oberlik
- Walter Hoevel (1894–1956), Wahlkreis 20 (Köln-Aachen)
- Franz Hofer (1902–1975), Land Österreich
- Heinrich Hoffmann (1885–1957), Wahlkreis 22 (Düsseldorf Ost), eingetreten am 13. Januar 1940 für Abg. Thyssen
- Paul Hoffmann (Essen) (1879–1949), Wahlkreis 23 (Düsseldorf West)
- Albert Hoffmann (Kattowitz) (1907–1972), Wahlkreis 7 (Breslau), eingetreten am 3. Juni 1941 für Abg. Huebenett
- Erich Hofmann (Leipzig) (1901–1984), Wahlkreis 30 (Chemnitz-Zwickau)
- Hans Georg Hofmann (München) (1873–1942), Wahlkreis 25 (Niederbayern), verstorben am 31. Januar 1942
- Lühr Hogrefe (1900–1942), Wahlkreis 14 (Weser-Ems), gefallen am 13. Februar 1942
- Heinz Hohoff (1910–1943), Wahlkreis 20 (Köln-Aachen), gefallen am 30. Januar 1943
- Paul Holthoff (1897–1967), Wahlkreis 20 (Köln-Aachen)
- Karl Holz (1895–1945), Wahlkreis 26 (Franken), verstorben am 20. April 1945
- Eduard Honisch (1910–1953), Land Österreich, ausgeschieden im Februar 1943
- Heinrich Horlbeck (1897–1980), Wahlkreis 26 (Franken), eingetreten am 29. November 1941 für Abg. Hager, ausgeschieden am 4. Februar 1942, erneut eingetreten am 14. Januar 1943 für Abg. Wagenbauer
- Karl Horn (1898–1977), Wahlkreis 28 (Dresden-Bautzen)
- Curt Horst (1902–1990), Wahlkreis 20 (Köln-Aachen)
- Ludwig Huber (Ibach) (1889–1946), Wahlkreis 32 (Baden)
- Ernst Huber (Reutlingen) (* 1902), Wahlkreis 31 (Württemberg)
- Paul Hudl (* 1894), Land Österreich
- Hans Huebenett (1896–1940), Wahlkreis 7 (Breslau), verstorben am 28. November 1940
- Franz Hueber (1894–1981), Land Österreich
- Adolf Hühnlein (1881–1942), Wahlkreis 25 (Niederbayern), verstorben am 18. Juni 1942
- Peter Hütgens (1891–1945), Wahlkreis 23 (Düsseldorf West), Mandat am 12. Oktober 1944 erloschen
- Alfred Hugenberg (1865–1951), Reichswahlvorschlag, Gast der NSDAP-Fraktion
- Rolf von Humann (1885–1961), Wahlkreis 17 (Westfalen Nord)
- Heinrich Hunke (1902–2000), Wahlkreis 3 (Berlin Ost), ausgeschieden am 31. Oktober 1944

### I
- Heinrich Ilbertz (1891–1974), Wahlkreis 22 (Düsseldorf Ost)
- Fritz Emil Irrgang (1890–1951), Wahlkreis 17 (Westfalen Nord)
- Ernst Ittameier (1893–1948), Wahlkreis 26 (Franken)

### J
- Karl Jackstien (1899–1943), Wahlkreis 17 (Westfalen Nord), gefallen am 29. September 1943
- Adolf Jäger (Köln) (1906–1996), Wahlkreis 20 (Köln-Aachen)
- Roman Jäger (Weißenkirchen), (1909–1944), Land Österreich, verschollen seit 22. September 1944
- Franz-Werner Jaenke (Liegnitz) (1905–1943), Wahlkreis 8 (Liegnitz), gefallen am 25. Januar 1943
- Otto Jaeschke (1890–1957), Wahlkreis 7 (Breslau), eingetreten am 19. Juli 1939 für Abg. Freiherr von Reibnitz
- Dietrich von Jagow (1892–1945), Wahlkreis 3 (Berlin Ost), verstorben am 26. April 1945
- Karl Janowsky (1903–1974), Wahlkreis 10 (Magdeburg), ausgeschieden am 12. Januar 1943
- Walther Jaroschek (1903–1968), Reichswahlvorschlag für die sudetendeutschen Gebiete, eingetreten nach der Ergänzungswahl am 4. Dezember 1938, Mandat am 23. September 1944 erloschen
- Friedrich Jeckeln (1895–1946), Wahlkreis 15 (Osthannover)
- Ernst Jenke (Breslau) (1883–1950), Wahlkreis 7 (Breslau)
- Konrad Jenzen (1882–1975), Wahlkreis 8 (Liegnitz)
- Adolf Jobst (1900–1974), Reichswahlvorschlag für die sudetendeutschen Gebiete, eingetreten nach der Ergänzungswahl am 4. Dezember 1938
- Georg Joel (1898–1981), Wahlkreis 14 (Weser-Ems)
- Fritz Johlitz (1893–1974), Wahlkreis 23 (Düsseldorf West)
- Heinz-Hugo John (1904–1944), Wahlkreis 22 (Düsseldorf Ost), gefallen am 9. Juni 1944
- Alfred Jonas (1903–1959), Wahlkreis 9 (Oppeln)
- Martin Jordan (Auerbach) (1897–1945), Wahlkreis 30 (Chemnitz-Zwickau)
- Rudolf Jordan (Halle) (1902–1988), Wahlkreis 10 (Magdeburg)
- Georg Joschke (1900–1983), Schlesien, eingetreten am 7. Juli 1940
- Max Jüttner (1888–1963), Wahlkreis 11 (Merseburg)
- Rudolf Jung (Berlin) (1882–1945), Wahlkreis 18 (Westfalen Süd)
- Karl Jung (München) (1883–1965), Wahlkreis 18 (Westfalen Süd)
- Hugo Jury (1887–1945), Land Österreich

### K
- Richard Kackstein (1903–1966), Wahlkreis 4 (Potsdam)
- Max Kalcher (1911–1982), Land Österreich, ausgeschieden am 18. Januar 1939
- Ernst Kaltenbrunner (1903–1946), Land Österreich
- Konstantin Kammerhofer (1899–1958), Land Österreich
- Károly Kampmann (1902–1945), Wahlkreis 3 (Berlin Ost), verstorben am 4. Mai 1945
- Bernd Freiherr von Kanne (1884–1967), Wahlkreis 17 (Westfalen Nord)
- Otto Kannengießer (1893–1958), Wahlkreis 4 (Potsdam)
- Rolf Karbach (1908–1992), Wahlkreis 21 (Koblenz-Trier)
- Berthold Karwahne (1887–1957), Wahlkreis 16 (Südhannover–Braunschweig (Land))
- Siegfried Kasche (1903–1947), Wahlkreis 34 (Hamburg)
- Wilhelm Kattwinkel (1883–1953), Wahlkreis 23 (Düsseldorf West)
- Adolf Katz (1899–1980), Wahlkreis 4 (Potsdam)
- Karl Kaufmann (1900–1969), Wahlkreis 34 (Hamburg)
- Kurt Kaul (1890–1944), Wahlkreis 31 (Württemberg), gefallen am 25. Dezember 1944
- Friedhelm Kemper (1906–1990), Wahlkreis 32 (Baden)
- Wilhelm Keppler (1882–1960), Wahlkreis 32 (Baden)
- Ferdinand Kernmaier (1884–1941), Land Österreich, verstorben am 16. April 1941
- Hanns Kerrl (1887–1941), Wahlkreis 16 (Südhannover–Braunschweig (Land)), verstorben am 14. Dezember 1941
- Jakob Kessel (1881–1965), Wahlkreis 3 (Berlin Ost), eingetreten am 11. September 1942 für Abg. Moder
- Peter Kiefer (1884–1945), Wahlkreis 27 (Rheinpfalz–Saarland)
- Fritz Kiehn (1885–1980), Wahlkreis 31 (Württemberg)
- Manfred Freiherr von Killinger (1886–1944), Wahlkreis 23 (Düsseldorf West), verstorben am 2. September 1944
- Dietrich Klagges (1891–1971), Wahlkreis 16 (Südhannover–Braunschweig (Land))
- Hubert Klausner (1892–1939), Land Österreich, verstorben am 12. Februar 1939
- Karl Kleemann (1904–1969), Wahlkreis 27 (Rheinpfalz–Saarland)
- Guido Klieber (Budau) (1898–1959), Reichswahlvorschlag für die sudetendeutschen Gebiete, eingetreten nach der Ergänzungswahl am 4. Dezember 1938, Mandat am 1. Juli 1943 aberkannt
- Emil Klein (1905–2010), Wahlkreis 24 (Oberbayern–Schwaben)
- Rudolf Klieber (1900–1980), Wahlkreis 8 (Liegnitz)
- Alfred Klostermann (1900–1945), Wahlkreis 33 (Hessen), gefallen am 25. Februar 1945
- Xaver Knaup (1893–1950), Wahlkreis 26 (Franken)
- Fritz Knaus (1888–1945), Land Österreich
- Heinrich August Knickmann (1894–1941), Wahlkreis 18 (Westfalen Süd), gefallen am 5. August 1941
- August Knop (Boffzen) (1903–1994), Wahlkreis 16 (Südhannover–Braunschweig (Land)), eingetreten am 26. Januar 1942 für Abg. Kerrl
- Walter Knop (München) (1906–1991), Wahlkreis 17 (Westfalen Nord)
- Adolf Kob (1885–1945), Wahlkreis 10 (Magdeburg)
- Erich Koch (1896–1986), Wahlkreis 1 (Ostpreußen)
- Walter Köhler (1897–1989), Wahlkreis 32 (Baden)
- Fritz Köllner (1904–1986), Reichswahlvorschlag für die sudetendeutschen Gebiete, eingetreten nach der Ergänzungswahl am 4. Dezember 1938
- Hanns König (1904–1939), Wahlkreis 26 (Franken), verstorben am 5. Februar 1939
- Gerd von Koerber (1906–1983), Wahlkreis 35 (Mecklenburg)
- Paul Körner (1893–1957) (Berlin), Wahlkreis 2 (Berlin West)
- Hellmut Körner (Sachsen) (1904–1966), Wahlkreis 28 (Dresden-Bautzen)
- Wilhelm Kohlmeyer (1907–1943), Wahlkreis 34 (Hamburg), gefallen am 12. Februar 1943
- Artur Kolb (Amberg) (1895–1945), Wahlkreis 25 (Niederbayern), verstorben am 22. April 1945
- Max Kolb (Bayreuth), Wahlkreis 22 (Düsseldorf Ost)
- Wilhelm Koppe (1896–1975), Wahlkreis 14 (Weser-Ems)
- Felix Kopprasch (1891–1946), Wahlkreis 16 (Südhannover–Braunschweig (Land))
- Albert Kost (1897–1947), Wahlkreis 17 (Westfalen Nord)
- Alfred Kottek (1906–1943), Reichswahlvorschlag für die sudetendeutschen Gebiete, eingetreten nach der Ergänzungswahl am 4. Dezember 1938, gefallen am 31. August 1943
- Karl Kowarik (1907–1987), Land Österreich, eingetreten am 13. März 1942 für Abg. Hölzel
- Heinrich von Kozierowski (1889–1967), Wahlkreis 16 (Südhannover–Braunschweig (Land))
- Josef Krämer (1904–1980), Wahlkreis 20 (Köln-Aachen), eingetreten am 9. Dezember 1940 für Abg. Schmidt (Köln)
- Herbert Kraft (1886–1946), Wahlkreis 32 (Baden)
- August Kramer (1900–1979), Wahlkreis 32 (Baden)
- Wolfgang Kraneck (1900–1943), Wahlkreis 5 (Frankfurt, Oder), gefallen am 30. Dezember 1943
- Josef Kraus (Hohenelbe) (1903–1940), Reichswahlvorschlag für die sudetendeutschen Gebiete, eingetreten nach der Ergänzungswahl am 4. Dezember 1938, Mandat am 17. Juli 1940 erloschen
- Erwin Kraus (Pasing), Wahlkreis 31 (Württemberg)
- Rudolf Krause, Wahlkreis 10 (Magdeburg)
- Alfred Krauß (Wien) (1862–1938), Land Österreich, verstorben am 29. September 1938
- Moritz Kraut (1905–1941), Wahlkreis 3 (Berlin Ost), gefallen am 29. Dezember 1941
- Franz Krautzberger (1913–1942), Reichswahlvorschlag für die sudetendeutschen Gebiete, eingetreten nach der Ergänzungswahl am 4. Dezember 1938
- Hans Krawielitzki (1900–1992), Wahlkreis 19 (Hessen-Nassau)
- Gottfried Krczal, Nachname ab 1942: Bergener (1885–1966), Reichswahlvorschlag für die sudetendeutschen Gebiete, eingetreten nach der Ergänzungswahl am 4. Dezember 1938
- Hans Krebs, Wahlkreis 3 (Berlin Ost)
- Anton Kreißl (1895–1945), Reichswahlvorschlag für die sudetendeutschen Gebiete, eingetreten nach der Ergänzungswahl am 4. Dezember 1938
- Hermann Kretzschmann, Wahlkreis 4 (Potsdam)
- Karl Krichbaum, Wahlkreis 18 (Westfalen Süd)
- Hermann Kriebel (1876–1941), Wahlkreis 2 (Berlin West), verstorben am 16. Februar 1941
- Erhard Kroeger (1905–1987), Wartheland, eingetreten am 7. Juli 1940
- Werner Kropp, Wahlkreis 16 (Südhannover–Braunschweig (Land))
- Erich Krüger (Crossen), Wahlkreis 5 (Frankfurt, Oder)
- Friedrich-Wilhelm Krüger (Frankfurt) (1894–1945), Wahlkreis 5 (Frankfurt, Oder)
- Wilhelm Kube (1887–1943), Reichswahlvorschlag, verstorben am 22. September 1943
- Walter Kühle (1888–1972), Wahlkreis 4 (Potsdam)
- Kurt Kühme (1885–1944), Wahlkreis 19 (Hessen-Nassau), eingetreten am 24. März 1943 für Abg. Schwarz (Berlin), gefallen am 25. Dezember 1944
- Hans Kühtz, Wahlkreis 10 (Magdeburg)
- Johannes Künzel (Stettin), Wahlkreis 6 (Pommern)
- Franz Künzel (Reichenberg) (1900–1986), Reichswahlvorschlag für die sudetendeutschen Gebiete, eingetreten nach der Ergänzungswahl am 4. Dezember 1938, ausgeschieden am 31. März 1943
- Werner Kuhnt (Dossen) (1911–2000), Wahlkreis 5 (Frankfurt, Oder)
- Benno Kuhr (1896–1955), Wahlkreis 25 (Niederbayern), eingetreten am 4. Oktober 1939 für Abg. Bell
- Hans Kummerfeldt (1887–1963), Wahlkreis 13 (Schleswig-Holstein)
- Ernst Kundt (Prag) (1897–1947), am 25. April 1939 als Abgeordneter für die Deutschen im Protektorat Böhmen und Mähren in den Reichstag entsandt
- Erich Kunz (1897–1939), Wahlkreis 30 (Chemnitz-Zwickau), verstorben am 30. April 1939
- Richard Kunze (1872–1945), Wahlkreis 5 (Frankfurt, Oder)
- Otto von Kursell (1884–1967), Wahlkreis 14 (Weser-Ems)
- Franz Kutschera (1904–1944), Land Österreich, verstorben am 1. Februar 1944

### L
- Richard Lammel (1899–1951), Reichswahlvorschlag für die sudetendeutschen Gebiete, eingetreten nach der Ergänzungswahl am 4. Dezember 1938
- Heinz Lampe (1896–1951), Wahlkreis 20 (Köln-Aachen)
- Franz Land (1896–1974), Wahlkreis 18 (Westfalen Süd)
- Franz Langoth (1877–1953), Land Österreich
- Karl Lapper (1907–1996), Land Österreich
- Hartmann Lauterbacher (1909–1988), Wahlkreis 16 (Südhannover–Braunschweig (Land))
- Arthur Lehmann (Köln) (1885–unbekannt), Wahlkreis 20 (Köln-Aachen)
- Otto Lehmann (Magdeburg) (1892–1973), Wahlkreis 10 (Magdeburg)
- Georg Lenk (1888–1946), Wahlkreis 30 (Chemnitz-Zwickau), ausgeschieden am 6. August 1944
- Theodor Leonhardt (1905–1975), Wahlkreis 5 (Frankfurt, Oder), eingetreten am 26. April 1944 für Abg. Kraneck
- Josef Leopold (1889–1941), Land Österreich, gefallen am 24. Juli 1941
- Robert Ley (1890–1945), Wahlkreis 20 (Köln-Aachen)
- Ernst Ludwig Leyser (1896–1973), Wahlkreis 27 (Rheinpfalz–Saarland)
- Ludwig Liebel (Berlin) (1887–1962), Wahlkreis 27 (Rheinpfalz–Saarland)
- Willy Liebel (Nürnberg) (1897–1945), Wahlkreis 26 (Franken), Suizid am 20. April 1945
- Walther Freiherr von Lindenfels (1878–1938), Wahlkreis 3 (Berlin Ost), verstorben am 6. Dezember 1938
- Karl Linder (1900–1979), Wahlkreis 19 (Hessen-Nassau)
- Karl-Siegmund Litzmann (1893–1945), Wahlkreis 1 (Ostpreußen)
- Wilhelm Loch (1892–1969), Wahlkreis 23 (Düsseldorf West)
- Curt Loeffelholz von Colberg (1874–1945), Wahlkreis 11 (Merseburg), eingetreten am 19. November 1938 für Abg. Stöhr (Schneidemühl), verstorben am 1. April 1945
- Lorenz Loewer (1900–1992), Wahlkreis 9 (Oppeln)
- Hinrich Lohse (1896–1964), Wahlkreis 13 (Schleswig-Holstein)
- Johannes Lommel (1875–1939), Wahlkreis 19 (Hessen-Nassau), verstorben am 27. Oktober 1939
- Werner Lorenz (Hamburg) (1891–1974), Wahlkreis 34 (Hamburg)
- Max-Albert Lorenz (Münster) (1886–1976), Wahlkreis 17 (Westfalen Nord), eingetreten am 26. August 1941 für Abg. Schramme (Münster)
- Fritz zur Loye, Wahlkreis 14 (Weser-Ems)
- Willi Luckner (1896–1975), Wahlkreis 4 (Potsdam)
- Hanns Ludin (1905–1947), Wahlkreis 32 (Baden)
- Curt Ludwig (1902–1989), Wahlkreis 14 (Weser-Ems)
- Kurt Lüdtke, Wahlkreis 6 (Pommern)
- Carl Lüer (1897–1969), Wahlkreis 19 (Hessen-Nassau)
- Friedrich-Wilhelm Lütt (1902–1973), Wahlkreis 15 (Osthannover)
- Hans Lukesch (1901–1994), Land Österreich
- Anton Lutz (* 1908), Sudetenland, eingetreten am 23. April 1942 für Abg. Sandner (Asch)
- Viktor Lutze (1890–1943), Wahlkreis 7 (Breslau), verstorben am 2. Mai 1943
- Max Otto Luyken (1885–1945), Wahlkreis 34 (Hamburg), gefallen am 30. April 1945

### M
- Waldemar Magunia (1902–1974), Wahlkreis 1 (Ostpreußen)
- Eugen Maier (Ulm) (1899–1940), Wahlkreis 31 (Württemberg), verstorben am 16. Januar 1940
- Josef Malzer (1902–1954), Wahlkreis 31 (Württemberg)
- Richard Manderbach (1889–1962), Wahlkreis 18 (Westfalen Süd)
- Richard Mann (1893–1960), Wahlkreis 27 (Rheinpfalz–Saarland), eingetreten am 13. Juni 1938 für Abg. Heß (Dannenfels)
- Arno Manthey (1888–1941), Wahlkreis 5 (Frankfurt, Oder), gefallen am 2. September 1941
- Georg Mappes (1900–1984), Wahlkreis 1 (Ostpreußen), eingetreten am 21. November 1940 für Abg. Boetel
- Otto Marrenbach (Berlin) (1899–1974), Wahlkreis 33 (Hessen)
- Fritz Marrenbach (Köln) (1896–1967), Wahlkreis 20 (Köln-Aachen)
- Willy Marschler (1893–1952), Wahlkreis 12 (Thüringen)
- Karl Martin (1893–1974), Wahlkreis 29 (Leipzig)
- Kurt Martius (1903–1969), Wahlkreis 6 (Pommern)
- Fritz Marx (1900–1985), Wahlkreis 7 (Breslau)
- Martin Matthiessen (1901–1990), Wahlkreis 13 (Schleswig-Holstein)
- Adolf Mauer (1899–1978), Wahlkreis 31 (Württemberg), eingetreten am 20. Januar 1940 für Abg. Maier (Ulm)
- Emil Maurice (1897–1972), Wahlkreis 29 (Leipzig)
- Franz May (1903–1969), Reichswahlvorschlag für die sudetendeutschen Gebiete, eingetreten nach der Ergänzungswahl am 4. Dezember 1938
- Emil Mazuw (1900–1987), Wahlkreis 6 (Pommern)
- Rudolf Meckel (Prag) (1910–1975), am 25. April 1939 als Abgeordneter für die Deutschen im Protektorat Böhmen und Mähren in den Reichstag entsandt
- Karl Megerle (1894–1972), Wahlkreis 22 (Düsseldorf Ost)
- Wilhelm Meinberg (1898–1973), Wahlkreis 18 (Westfalen Süd), ausgeschieden am 31. März 1943
- Albert Meister (1895–1942), Wahlkreis 18 (Westfalen Süd), verstorben am 20. August 1942
- Kurt Mende (1907–1944), Wahlkreis 3 (Berlin Ost), eingetreten am 6. März 1942 für Abg. Kraut, gefallen am 16. Juli 1944
- Franz Merk (1894–1945), Wahlkreis 32 (Baden), verstorben am 9. April 1945
- Hieronymus Merkle (1887–1970), Wahlkreis 27 (Rheinpfalz–Saarland), eingetreten am 6. November 1942 für Abg. Weber (Neunkirchen)
- Julius Merz (1903–unbekannt), Wahlkreis 7 (Breslau)
- Franz Metzner (1895–1970), Wahlkreis 12 (Thüringen)
- Fritz Meyer (Hamburg) (1881–1953), Wahlkreis 34 (Hamburg), ausgeschieden am 15. April 1943
- Alfred Meyer (Münster) (1891–1945), Wahlkreis 17 (Westfalen Nord), verstorben am 11. April 1945
- Joachim Meyer-Quade (1897–1939), Wahlkreis 13 (Schleswig-Holstein), gefallen am 12. September 1939
- August Edler von Meyszner (1886–1947), Land Österreich
- Rudolf Michaelis (1902–1945), Wahlkreis 10 (Magdeburg), verstorben am 22. Januar 1945
- August Mietz (1898–unbekannt), Wahlkreis 17 (Westfalen Nord), eingetreten am 23. August 1943 für Abg. Schmidt (Münster)
- Johann Mikula (1900–unbekannt), Land Österreich
- Albert Miller (1900–1966), Wahlkreis 19 (Hessen-Nassau), eingetreten am 3. Februar 1941 für Abg. Büchner
- Karl Minnameyer (1891–1973), Wahlkreis 26 (Franken)
- Leopold Mitterbauer (1912–1971), Land Österreich, ausgeschieden am 16. August 1943
- Paul Moder (1896–1942), Wahlkreis 3 (Berlin Ost), gefallen am 8. Februar 1942
- Helmut Möckel (1909–1945), Wahlkreis 7 (Breslau), eingetreten am 28. November 1942 für Abg. Freytagh-Loringhoven, verstorben am 15. Februar 1945
- Johann Adam Mohr (1896–1982), Wahlkreis 26 (Franken)
- Joachim von Moltke (1891–1956), Wahlkreis 24 (Oberbayern–Schwaben), eingetreten am 28. November 1942 für Abg. Siebert
- Fritz Montag (1896–1943), Wahlkreis 35 (Mecklenburg), eingetreten am 9. Februar 1943 für Abg. Seemann, verstorben am 20. Februar 1943
- Max Moosbauer (1892–1968), Wahlkreis 25 (Niederbayern)
- Franz Moraller (1903–1986), Wahlkreis 32 (Baden), eingetreten am 4. Juli 1940 für Abg. Wacker
- Karl Müller (Berlin) (1879–1944), Wahlkreis 16 (Südhannover–Braunschweig (Land)), verstorben am 21. November 1944
- Georg Müller (Dresden) (1892–unbekannt), Wahlkreis 28 (Dresden-Bautzen)
- Erhard Müller (Hagen) (1906–1969), Wahlkreis 18 (Westfalen Süd)
- Paul Müller (Kronach) (1892–1963), Wahlkreis 25 (Niederbayern)
- Hermann Müller (Magdeburg) (1900–1970), Wahlkreis 10 (Magdeburg)
- Albert Müller (Trier) (1895–1945), Wahlkreis 21 (Koblenz-Trier)
- Bruno Müller-Reinert (1897–1954), Wahlkreis 9 (Oppeln), eingetreten am 6. August 1940 für Abg. Hamfler
- Ludwig Münchmeyer (1885–1947), Wahlkreis 33 (Hessen)
- Anton Mündler (1896–1945), Wahlkreis 24 (Oberbayern–Schwaben), Suizid am 28. April 1945
- Michael Münster (1901–1986), Wahlkreis 5 (Frankfurt, Oder)
- Wilhelm Murr (1888–1945), Wahlkreis 31 (Württemberg), verstorben am 14. Mai 1945
- Martin Mutschmann (1879–1947/1950), Wahlkreis 30 (Chemnitz-Zwickau)
- Ernst Mutz (1900–unbekannt), Wahlkreis 9 (Oppeln)

### N
- Ernst Nassauer (1901–1944), Wahlkreis 18 (Westfalen Süd), eingetreten am 29. November 1942 für Abg. Heringlake, verstorben am 11. März 1944
- Otto Naumann (1895–unbekannt), Wahlkreis 29 (Leipzig)
- Paul-Friedrich Nebelung (1900–1990), Wahlkreis 16 (Südhannover–Braunschweig (Land))
- Hermann Neef (1904–1950), Wahlkreis 19 (Hessen-Nassau)
- Reinhard Neubert (1896–1945), Wahlkreis 2 (Berlin West)
- Walter Neul (1899–unbekannt), Wahlkreis 28 (Dresden-Bautzen)
- Ernst Neumann (1888–1955), am 25. April 1939 als Abgeordneter des Memellandes berufen
- Paul Nieder-Westermann (1892–1957), Wahlkreis 18 (Westfalen Süd)
- Heinrich Niem (1906–1944), Wahlkreis 22 (Düsseldorf Ost), verstorben am 20. August 1944
- Gustav Nietfeld-Beckmann (1896–1961), Wahlkreis 14 (Weser-Ems)
- Heinrich Nietmann (1901–1961), Wahlkreis 27 (Rheinpfalz–Saarland)
- Otto Nippold (1902–1940), Wahlkreis 24 (Oberbayern–Schwaben), gefallen am 17. Mai 1940
- Franz Nitsch (1898–1945), Sudetenland, eingetreten am 14. Dezember 1943 für Abg. Richter (Reichenberg)
- Erwin Nötzelmann (1907–1981), Wahlkreis 1 (Ostpreußen)

### O
- Walther Oberhaidacher (1896–1945), Wahlkreis 30 (Chemnitz-Zwickau), verstorben am 30. April 1945
- Gustav Adolf Oberlik (1905–1943), Reichswahlvorschlag für die sudetendeutschen Gebiete, eingetreten nach der Ergänzungswahl am 4. Dezember 1938, Mandat am 4. Januar 1940 aberkannt
- Hanns Oberlindober (1896–1949), Wahlkreis 19 (Hessen-Nassau)
- Hanns Günther von Obernitz (1899–1944), Wahlkreis 26 (Franken), eingetreten am 7. Februar 1939 für Abg. König, gefallen am 15. Januar 1944
- Gustav Robert Oexle (1889–1945), Wahlkreis 31 (Württemberg), verstorben am 25. April 1945
- Karl Offermann (1884–1956), Wahlkreis 32 (Baden)
- Richard Ohling (1908–1985), Wahlkreis 20 (Köln-Aachen)
- Ludwig Oldach (1888–1987), Wahlkreis 35 (Mecklenburg)
- Christian Opdenhoff (1902–1975), Wahlkreis 10 (Magdeburg)
- Theodor Oppermann (Hannover) (1889–1945), Wahlkreis 22 (Düsseldorf Ost), Suizid am 6. Mai 1945
- Ewald Oppermann (Königsberg) (1896–1965), Wahlkreis 1 (Ostpreußen)
- Walter Ortlepp (1900–1971), Wahlkreis 12 (Thüringen)
- Carl Overhues (1886–1972), Wahlkreis 22 (Düsseldorf Ost), eingetreten am 7. Juli 1941 für Abg. Schwarz (Düsseldorf)
- Richard Owe (1889–1970), Wahlkreis 29 (Leipzig)

### P
- Heinrich Pahlings (1904–1947), Wahlkreis 22 (Düsseldorf Ost)
- Hermann Paltinat (1905–1974), Wahlkreis 1 (Ostpreußen)
- Joachim Paltzo (1912–1944), Wahlkreis 1 (Ostpreußen), eingetreten am 9. Februar 1940 für Abg. Bethke, gefallen am 19. Januar 1944
- Franz von Papen (1879–1969), Reichswahlvorschlag
- Paul Papenbroock (1894–1945), Wahlkreis 12 (Thüringen)
- Fritz Paschold (1888–1972), Wahlkreis 12 (Thüringen)
- Franz Paul (1911–1985), Wahlkreis 34 (Hamburg), eingetreten am 5. August 1943 für Abg. Kohlmeyer
- Ernst Peikert (1900–unbekannt), Wahlkreis 2 (Berlin West), eingetreten am 1. September 1944 für Abg. Graf zu Reventlow
- Hellmut Peitsch (1906–1950), Wahlkreis 30 (Chemnitz-Zwickau)
- Ernst Penner (1883–1940), Wahlkreis 1 (Ostpreußen), verstorben am 26. November 1940
- Carl Penzhorn (1866–1956), Wahlkreis 34 (Hamburg)
- Heinrich Peper (1902–1984), Wahlkreis 15 (Osthannover)
- Friedrich Peppmüller (1892–1972), Wahlkreis 23 (Düsseldorf West)
- Ernst Peschka (1900–1970), Reichswahlvorschlag für die sudetendeutschen Gebiete, eingetreten nach der Ergänzungswahl am 4. Dezember 1938
- Karl Peschke (1882–1943), Wahlkreis 7 (Breslau), verstorben 1943
- Franz Peterseil (1907–1991), Land Österreich
- Arnold Petersen, Wahlkreis 34 (Hamburg)
- Hans Petersen (München) (1885–1963), Wahlkreis 16 (Südhannover–Braunschweig (Land)), eingetreten am 6. Juni 1942 für Abg. Freiherr von Pfeffer
- Wilhelm Petzold (1898–1945), Wahlkreis 2 (Berlin West)
- Rudi Peuckert (1908–1946), Wahlkreis 12 (Thüringen)
- Alfred Pfaff (1872–1954), Wahlkreis 31 (Württemberg)
- Franz Freiherr von Pfeffer (1888–1968), Wahlkreis 16 (Südhannover–Braunschweig (Land)), Mandat am 27. November 1941 erloschen
- Karl Pflaumer (1896–1971), Wahlkreis 32 (Baden)
- Karl Pflomm (1886–1945), Wahlkreis 12 (Thüringen), verstorben am 15. Februar 1945
- Walter Pfrimer (1881–1968), Land Österreich
- Anton Pfrogner (1886–1961), Reichswahlvorschlag für die sudetendeutschen Gebiete, eingetreten nach der Ergänzungswahl am 4. Dezember 1938
- Felix Piékarski (1890–1965), Wahlkreis 19 (Hessen-Nassau), eingetreten am 5. August 1943
- Franz Pillmayer (1897–1939), Wahlkreis 30 (Chemnitz-Zwickau), verstorben am 26. Oktober 1939
- Michael Pirker (1911–1975), Land Österreich
- Anton Plankensteiner (1890–1969), Land Österreich
- Friedrich Plattner (1901–1960), Wahlkreis 32 (Baden)
- Eugen Plorin (1901–1943), Wahlkreis 12 (Thüringen), verstorben am 19. November 1943
- Victor von Podbielski (1892–1945), Wahlkreis 14 (Weser-Ems), eingetreten am 5. August 1942 für Abg. Röver
- Ludwig Pösl (1903–1945), Wahlkreis 26 (Franken), verstorben am 12. April 1945
- Oswald Pohl (1892–1951), Wahlkreis 22 (Düsseldorf Ost), eingetreten am 10. Juli 1942 für Abg. Heydrich, ausgeschieden am 31. März 1943
- Eberhard Ponndorf (1897–1980), Wahlkreis 1 (Ostpreußen)
- Emil Popp (Frankfurt) (1897–1955), Wahlkreis 5 (Frankfurt, Oder)
- Kuno Popp (Stettin) (1893–1973), Wahlkreis 6 (Pommern)
- Tobias Portschy (1905–1996), Land Österreich
- Erich Post (1900–1945), Wahlkreis 1 (Ostpreußen), eingetreten am 12. März 1941 für Abg. Penner
- Georg Poxleitner (1898–1964), Wahlkreis 28 (Dresden-Bautzen), eingetreten am 10. September 1938 für Abg. Burghardt (Dresden)
- Günther Prager (1911–1976), Sudetenland, eingetreten am 22. Januar 1944 für Abg. Künzel (Reichenberg)
- Hubert Preibsch (1892–1959), Reichswahlvorschlag für die sudetendeutschen Gebiete, eingetreten nach der Ergänzungswahl am 4. Dezember 1938
- Richard Preiß (1902–unbekannt), Wahlkreis 9 (Oppeln)
- Fritz Preißler (1904–1945), Wahlkreis 30 (Chemnitz-Zwickau), gefallen am 22. April 1945
- Alfred Preuß (1887–1947), Wahlkreis 1 (Ostpreußen)
- August Wilhelm Prinz von Preußen (1887–1949), Wahlkreis 4 (Potsdam)
- Josef Prokop (1898–1945), Land Österreich, eingetreten am 18. Juni 1941 für Abg. Kernmaier
- Alfred Proksch (1891–1981), Wahlkreis 8 (Liegnitz)
- Hans-Adolf Prützmann (1901–1945), Wahlkreis 34 (Hamburg)
- Johannes Puth (1900–1957), Wahlkreis 19 (Hessen-Nassau)

### Q
- Franz Quadflieg (1900–1957), Wahlkreis 18 (Westfalen Süd)
- Eugen Graf von Quadt zu Wykradt und Isny (1887–1940), Wahlkreis 31 (Württemberg), verstorben am 19. Oktober 1940

### R
- Paul Arthur Rabe (1903–1976), Wahlkreis 29 (Leipzig)
- Otto Raber (1900–1951), Land Österreich
- Horst Raecke (1906–1941), Wahlkreis 15 (Osthannover), verstorben am 18. September 1941
- Ernst Rademacher (1903–1964), Memelland, eingetreten am 22. September 1941 für Abg. Bertuleit
- Friedrich Rainer (Salzburg) (1903–1947), Land Österreich
- Arthur Rakobrandt (1878–1948), Wahlkreis 34 (Hamburg)
- Franz Rappell (1895–1983), Land Österreich
- Rudolf Raschka (1907–1948), Reichswahlvorschlag für die sudetendeutschen Gebiete, eingetreten nach der Ergänzungswahl am 4. Dezember 1938, Mandat am 18. September 1943 erloschen
- Georg Rau (1892–1964), Wahlkreis 13 (Schleswig-Holstein)
- Hanns Albin Rauter (1895–1949), Land Österreich, eingetreten am 27. Oktober 1938 für Abg. Krauß (Wien)
- Richard Reckewerth (1897–1970), Wahlkreis 11 (Merseburg)
- Fritz Reckmann (1907–1984), Wahlkreis 21 (Koblenz-Trier)
- Otto Recknagel (1897–1983), Wahlkreis 12 (Thüringen)
- Wilhelm Redieß (1900–1945), Wahlkreis 1 (Ostpreußen), Suizid am 8. Mai 1945
- Johannes von Reibnitz (1882–1939), Wahlkreis 7 (Breslau), verstorben am 25. Juni 1939
- Willy Reichelt (1880–1946), Wahlkreis 28 (Dresden-Bautzen)
- Heinrich Reiner (Darmstadt) (1892–1946), Wahlkreis 33 (Hessen)
- Wilhelm Reinhard (Spandau), Reichswahlvorschlag
- Fritz Reinhardt (Berlin) (1895–1969), Wahlkreis 24 (Oberbayern–Schwaben)
- Karl Reinhardt (Kittelsthal) (1905–1968), Wahlkreis 12 (Thüringen)
- Heinrich Reinhardt (Melsungen) (1894–1959), Wahlkreis 19 (Hessen-Nassau), eingetreten am 12. November 1942 für Abg. Schmidt (Kassel)
- Josef Alois Reinhart (Würzburg) (1899–1877), Wahlkreis 26 (Franken)
- Helmut Reinke (1897–1969), Wahlkreis 34 (Hamburg)
- Anton Reinthaller (1895–1958), Land Österreich
- Hermann Reischle (1898–1983), Wahlkreis 31 (Württemberg), eingetreten am 5. Dezember 1940 für Abg. Graf von Quadt zu Wykradt und Isny
- Hermann Reisinger (1900–1967), Land Österreich, eingetreten am 20. Dezember 1941 für Abg. Hammetter
- Hans Reiter (1901–1973), Wahlkreis 28 (Dresden-Bautzen)
- Constantin Rembe (1868–1958), Wahlkreis 12 (Thüringen)
- Theodor von Renteln (1897–1946), Wahlkreis 4 (Potsdam)
- Walter Rentmeister (1894–1964), Land Österreich
- Hermann Reschny (1898–1971), Wahlkreis 20 (Köln-Aachen)
- Lothar Rettelsky (1895–1981), Nachname ab 1941: Rethel, Danzig-Westpreußen, eingetreten am 7. Juli 1940
- Ernst Graf zu Reventlow (1869–1943), Wahlkreis 2 (Berlin West), verstorben am 21. November 1943
- Hartwig von Rheden (1885–1957), Wahlkreis 16 (Südhannover–Braunschweig (Land))
- Joachim von Ribbentrop (1893–1946), Wahlkreis 4 (Potsdam)
- Hans Richter (Frankfurt) (1905–1962), Wahlkreis 5 (Frankfurt, Oder)
- Wolfgang Richter (Reichenberg) (1901–1958), Reichswahlvorschlag für die sudetendeutschen Gebiete, eingetreten nach der Ergänzungswahl am 4. Dezember 1938, ausgeschieden am 31. März 1943
- Franz Richter (Wien) (1905–1973), Land Österreich
- Hans-Joachim Riecke (1899–1986), Wahlkreis 17 (Westfalen Nord)
- Hermann Ried (1895–1979), Wahlkreis 10 (Magdeburg), eingetreten am 22. Februar 1943 für Abg. Janowsky
- Ernst Riemenschneider (1900–1960), Wahlkreis 18 (Westfalen Süd), ausgeschieden am 20. Oktober 1943
- Josef Riggauer (1879–1952), Wahlkreis 24 (Oberbayern–Schwaben)
- Friedrich Ringshausen (1880–1941), Wahlkreis 33 (Hessen), verstorben am 17. Februar 1941
- Heinrich Ritter (1891–1966), Wahlkreis 33 (Hessen)
- Paul Roden (1904–1999), Schlesien, eingetreten am 9. April 1943 für Abg. Schneider (Königshütte)
- Alfred Rodenbücher (1900–1979), Wahlkreis 23 (Düsseldorf West)
- Hermann Röhn (1902–1946), Wahlkreis 32 (Baden)
- Rudolf Röhrig (1903–1970), Wahlkreis 27 (Rheinpfalz–Saarland)
- Erwin Rösener (1902–1946), Wahlkreis 1 (Ostpreußen)
- Carl Röver (1889–1942), Wahlkreis 14 (Weser-Ems), verstorben am 15. Mai 1942
- Alfred Rosche (1884–1947), Reichswahlvorschlag für die sudetendeutschen Gebiete, eingetreten nach der Ergänzungswahl am 4. Dezember 1938
- Alfred Rosenberg (1893–1946), Wahlkreis 33 (Hessen)
- Albert Roth (Liedolsheim) (1893–1952), Wahlkreis 32 (Baden)
- Reinhold Roth (Mannheim), Wahlkreis 32 (Baden)
- Robert Roth (Baden) (1891–1975), Wahlkreis 32 (Baden)
- Bernhard Ruberg (1897–1945), Wahlkreis 31 (Württemberg), verstorben am 12. April 1945
- Ludwig Ruckdeschel (Bayreuth) (1907–1986), Wahlkreis 25 (Niederbayern)
- Willi Ruckdeschel (Potsdam) (1900–1974), Wahlkreis 4 (Potsdam)
- Gerhard Rühle (1905–1949), Wahlkreis 30 (Chemnitz-Zwickau)
- Walter Ruppin (1885–1945), Wahlkreis 3 (Berlin Ost), verstorben am 3. Mai 1945
- Bernhard Rust (1883–1945), Wahlkreis 16 (Südhannover–Braunschweig (Land)), Suizid am 8. Mai 1945

### S
- Gabriel Saal (1901–1966), Eupen-Malmedy, eingetreten am 23. Juli 1941 für Abg. Gierets
- Heinrich Salzmann (* 1891), Wahlkreis 30 (Chemnitz-Zwickau), eingetreten am 16. Mai 1939 für Abg. Kunz
- Ferdinand von Sammern-Frankenegg (1897–1944), Land Österreich, gefallen am 21. September 1944
- Anton Sandner (Asch) (1906–1942), Reichswahlvorschlag für die sudetendeutschen Gebiete, eingetreten nach der Ergänzungswahl am 4. Dezember 1938, gefallen am 13. März 1942
- Rudolf Sandner (Eger) (1905–1983), Reichswahlvorschlag für die sudetendeutschen Gebiete, eingetreten nach der Ergänzungswahl am 4. Dezember 1938
- Fritz Sauckel (1894–1946), Wahlkreis 12 (Thüringen)
- Heinrich Sauer (1905–1966), Wahlkreis 6 (Pommern)
- Hans Saupert (1897–1966), Wahlkreis 27 (Rheinpfalz–Saarland)
- Paul Schaaf (1888–unbekannt), Wahlkreis 29 (Leipzig)
- Gerhard Schach (1906–1945), Wahlkreis 3 (Berlin Ost)
- Georg Schädler (1887–1971), Wahlkreis 24 (Oberbayern–Schwaben)
- Heinrich-Christian Schäfer-Hansen (1901–1977), Wahlkreis 7 (Breslau)
- Richard Schaller, Wahlkreis 20 (Köln-Aachen)
- Rudolf Schaper (1881–1945), Reichswahlvorschlag
- Karl Scharizer (1901–1956), Land Österreich
- Franz Schattenfroh (1898–1974), Land Österreich
- Anton Josef Schatz (1902–1968), Land Österreich
- Julius Schaub (1898–1967), Wahlkreis 24 (Oberbayern–Schwaben)
- Gustav Adolf Scheel (1907–1979), Wahlkreis 20 (Köln-Aachen)
- Erich Scheibner (1889–1968), Wahlkreis 5 (Frankfurt, Oder)
- Wilhelm Schepmann (1894–1970), Wahlkreis 28 (Dresden-Bautzen)
- Hans Scheriau (1889–1939), Land Österreich, verstorben am 15. Juni 1939
- Arno Schickedanz (1892–1945), Wahlkreis 34 (Hamburg), verstorben im April 1945
- Rudolf Schicketanz (Reichenberg) (1900–1945), Reichswahlvorschlag für die sudetendeutschen Gebiete, eingetreten nach der Ergänzungswahl am 4. Dezember 1938, ausgeschieden am 31. März 1943
- Hans Schiffmann (1879–1955), Wahlkreis 25 (Niederbayern)
- Karl Schilling (1889–1973), Wahlkreis 33 (Hessen), eingetreten am 2. April 1941 für Abg. Ringshausen
- Baldur von Schirach (1907–1974), Wahlkreis 6 (Pommern)
- August Schirmer (1905–1948), Wahlkreis 6 (Pommern)
- Rudolf Schittenhelm (1897–1945), Sudetenland, eingetreten am 4. Oktober 1944 für Abg. Raschka
- Carl Ludwig Schleich (1899–1944), Wahlkreis 18 (Westfalen Süd), gefallen am 6. Juni 1944
- Franz Xaver Schlemmer, Wahlkreis 25 (Niederbayern)
- Fritz Schleßmann, Wahlkreis 18 (Westfalen Süd)
- Karl Schlumprecht (1901–1970), Wahlkreis 26 (Franken)
- Kurt Schmalz (1906–1964), Wahlkreis 16 (Südhannover–Braunschweig (Land))
- Ernst-Heinrich Schmauser, Wahlkreis 26 (Franken)
- Rudolf Schmeer (1905–1966), Wahlkreis 20 (Köln-Aachen)
- Willy Schmelcher (1894–1974), Wahlkreis 27 (Rheinpfalz–Saarland)
- Albrecht Schmelt (1899–1945), Wahlkreis 7 (Breslau), verstorben am 8. Mai 1945
- Adolf Schmid (Karlsruhe) (* 1905), Wahlkreis 32 (Baden), eingetreten am 12. Dezember 1938 für Abg. Hackelsberger
- Franz Schmid (1877–1953), eingetreten im Juli 1939 für Abg. Scheriau
- Hans Schmidhofer (1912–1945), Land Österreich
- Wilhelm Georg Schmidt (Berlin) (1900–1938), Wahlkreis 19 (Hessen-Nassau), verstorben am 29. August 1938
- Adolf Schmidt-Bodenstedt (1904–1981), Wahlkreis 16 (Südhannover–Braunschweig (Land))
- Paul Schmidt (Bottrop), Wahlkreis 17 (Westfalen Nord)
- Fritz Schmidt (Kassel) (1899–1942), Wahlkreis 19 (Hessen-Nassau), verstorben am 2. Juli 1942
- Karl Georg Schmidt (Köln) (1904–1940), Wahlkreis 20 (Köln-Aachen), verstorben am 26. November 1940
- Fritz Schmidt (Münster) (1903–1943), Wahlkreis 17 (Westfalen Nord), verstorben am 20. Juni 1943
- Gustav Schmidt (Nauheim) (1898–1972), Wahlkreis 33 (Hessen)
- Friedrich Schmidt (Stuttgart) (1902–1973), Wahlkreis 31 (Württemberg)
- Otto Schmidtke (1902–unbekannt), Wahlkreis 1 (Ostpreußen), eingetreten am 23. Januar 1942 für Abg. Wehner
- Ernst Schmitt (Staudernheim) (1901–1972), Wahlkreis 21 (Koblenz-Trier)
- Peter Schmitt (Trier) (1901–1985), Wahlkreis 21 (Koblenz-Trier)
- Walter Schmitt (Berlin) (1879–1945), Wahlkreis 30 (Chemnitz-Zwickau), eingetreten am 8. Mai 1943 für Abg. Eicke
- Hermann Schmitz (1881–1960), Reichswahlvorschlag, Gast der NSDAP-Fraktion
- Karl Schmückle (1895–1970), Wahlkreis 12 (Thüringen)
- Heinrich Schnee (1871–1949), Wahlkreis 6 (Pommern)
- Hermann Schneider (Eckersdorf), Wahlkreis 7 (Breslau)
- Wilhelm Schneider (Königshütte) (1906–1943), Schlesien, eingetreten am 8. Oktober 1940, gefallen am 30. Januar 1943
- Ludwig Schneider (München) (1902–1944), Wahlkreis 20 (Köln-Aachen), gefallen am 15. Oktober 1944
- Heinrich Schoene (1889–1945), Wahlkreis 1 (Ostpreußen), verstorben am 9. April 1945
- Josef Schönwälder (1897–1972), Wahlkreis 7 (Breslau)
- Karl Scholze (1902–1986), Wahlkreis 5 (Frankfurt, Oder)
- Max Schoppe (1902–1976), Wahlkreis 34 (Hamburg), eingetreten am 18. September 1944 für Abg. Henningsen
- Robert Schormann (1906–1962), Wahlkreis 2 (Berlin West)
- Alexander Schrader (1887–1956), Wahlkreis 10 (Magdeburg)
- Erwin Schramm (Breslau) (1910–1977), Wahlkreis 9 (Oppeln)
- Ferdinand Schramm (Halstenbek) (1889–1964), Wahlkreis 13 (Schleswig-Holstein)
- Otto Schramme (1898–1941), Wahlkreis 17 (Westfalen Nord), gefallen am 25. Mai 1941
- Walther Schröder (Lübeck), Wahlkreis 13 (Schleswig-Holstein)
- Wilhelm Schroeder (Hamburg) (1898–1943), Wahlkreis 34 (Hamburg), gefallen am 8. Juli 1943
- Hermann Schroer (1900–1958), Wahlkreis 22 (Düsseldorf Ost)
- Leo Schubert (Glatz) (1885–1968), Reichswahlvorschlag
- Franz Schubert (Saarlautern) (1905–1992), Wahlkreis 27 (Rheinpfalz–Saarland)
- Fritz Schuberth (Franken) (1897–1977), Wahlkreis 26 (Franken)
- Albert Schüle (1890–1947), Wahlkreis 31 (Württemberg)
- Erich Schüler (1905–1987), Wahlkreis 3 (Berlin Ost)
- Ferdinand Schürmann (1896–1966), Wahlkreis 17 (Westfalen Nord)
- Siegfried Schug (1898–1961), Wahlkreis 6 (Pommern)
- Walter Schuhmann (Berlin) (1889–1956), Wahlkreis 2 (Berlin West)
- Friedrich Graf von der Schulenburg (1865–1939), Wahlkreis 35 (Mecklenburg), verstorben am 19. Mai 1939
- Emil Schultz (Essen) (1899–1946), Wahlkreis 23 (Düsseldorf West)
- Karl Schultz (Spandau) (1902–unbekannt), Wahlkreis 4 (Potsdam)
- Walter Schultze (München) (1894–1979), Reichswahlvorschlag
- Paul Schultze-Naumburg (1869–1949), Wahlkreis 11 (Merseburg)
- Robert Schulz (Pommern) (1900–1974), Wahlkreis 6 (Pommern)
- Friedrich Schulz (Stuttgart) (1895–unbekannt), Wahlkreis 31 (Württemberg)
- Ewald Schulz (Westpreußen) (1896–1967), Danzig-Westpreußen, eingetreten am 8. Oktober 1940
- Wilhelm Schumann (Elberfeld), Wahlkreis 22 (Düsseldorf Ost)
- Adolf Schuppel (1895–1946), Wahlkreis 32 (Baden)
- Karl Adolf Schwabe (1909–1990), Wahlkreis 22 (Düsseldorf Ost), eingetreten am 22. April 1944 für Abg. Feick
- Martin Schwaebe (1911–1985), Wahlkreis 20 (Köln-Aachen), eingetreten am 5. August 1943 für Abg. Volm
- Werner Schwarz (Berlin) (1902–1942), Wahlkreis 19 (Hessen-Nassau), verstorben am 10. Mai 1942
- Ernst Schwarz (Düsseldorf) (1904–1941), Wahlkreis 22 (Düsseldorf Ost), gefallen am 5. April 1941
- Wilhelm Schwarz (Memmingen) (1902–1975), Wahlkreis 24 (Oberbayern–Schwaben)
- Franz Xaver Schwarz (München) (1875–1947), Wahlkreis 24 (Oberbayern–Schwaben)
- Otto Schwebel (1903–1976), Wahlkreis 19 (Hessen-Nassau), eingetreten am 10. November 1939 für Abg. Lommel
- Franz Schwede-Coburg (1888–1960), Wahlkreis 6 (Pommern)
- Johannes Schweter, Wahlkreis 9 (Oppeln)
- Wilhelm Schwinn (1897–1967), Wahlkreis 33 (Hessen)
- Fritz Schwitzgebel (1888–1957), Wahlkreis 27 (Rheinpfalz–Saarland)
- Karl Seemann (1886–1943), Wahlkreis 35 (Mecklenburg), verstorben am 18. Januar 1943
- Hans Seibold (1904–1974), Wahlkreis 31 (Württemberg)
- Martin Seidel (Hessen) (* 1898), Wahlkreis 33 (Hessen)
- Walther Seidler (1897–1952), Wahlkreis 19 (Hessen-Nassau)
- Alfred Seidler (Stettin) (1901–1976), WK 6 (Pommern), eingetreten am 28. Januar 1943 für Abg. von Corswant
- Hans Seifert (1889–1948), Wahlkreis 29 (Leipzig)
- Wilhelm Seipel (1903–1967), Wahlkreis 33 (Hessen)
- Franz Seldte (1882–1947), Reichswahlvorschlag
- Nikolaus Selzner (1899–1944), Wahlkreis 27 (Rheinpfalz–Saarland), verstorben am 21. Juni 1944
- Joseph Seydel (Köln) (1887–1945), Wahlkreis 16 (Südhannover–Braunschweig (Land)), verstorben am 10. April 1945
- Arthur Seyß-Inquart (1892–1946), Land Österreich
- Karl Sieber (1888–1946), Wahlkreis 29 (Leipzig)
- Ludwig Siebert (1874–1942), Wahlkreis 24 (Oberbayern–Schwaben), verstorben am 1. November 1942
- Raimund Siegl (Iglau) (1906–1946), am 25. April 1939 als Abgeordneter für die Deutschen im Protektorat Böhmen und Mähren in den Reichstag entsandt
- Wilhelm Sieh (1892–1970), Wahlkreis 13 (Schleswig-Holstein)
- Heinrich Siekmeier (1903–1984), Wahlkreis 12 (Thüringen)
- Gustav Simon (Koblenz) (1900–1945), Wahlkreis 21 (Koblenz-Trier)
- Karl Simon (Merseburg) (1885–1961), Wahlkreis 11 (Merseburg)
- Heinrich Simon (München) (1910–1979), Wahlkreis 22 (Düsseldorf Ost)
- Paul Simon (Stettin), Wahlkreis 6 (Pommern)
- Paul Skoda (1901–1945), Wahlkreis 3 (Berlin Ost)
- Heinrich Soest, Wahlkreis 16 (Südhannover–Braunschweig (Land))
- Max Solbrig (1889–1959), Wahlkreis 19 (Hessen-Nassau), eingetreten am 10. September 1938 für Abg. Schmidt (Berlin)
- Hans-Eugen Sommer (1901–1952), Wahlkreis 35 (Mecklenburg), eingetreten am 1. April 1943 für Abg. Montag
- Heinz Späing (1893–1946), Wahlkreis 12 (Thüringen)
- Martin Spahn (1875–1945), Reichswahlvorschlag
- Heinz Spangemacher (1885–1958), Wahlkreis 16 (Südhannover–Braunschweig (Land))
- Alfred Spangenberg, Wahlkreis 2 (Berlin West)
- Albert Speer (1905–1981), Wahlkreis 2 (Berlin West), eingetreten am 25. August 1941 für Abg. Kriebel
- Ernst Speidel (1879–1957), Ostpreußen, eingetreten am 7. Juli 1940
- Georg Sperber (1897–1943), Wahlkreis 26 (Franken), Mandat am 23. April 1941 erloschen
- Erich Spickschen (1897–1957), Wahlkreis 1 (Ostpreußen)
- Jakob Sporrenberg (1902–1952), Wahlkreis 1 (Ostpreußen)
- Jakob Sprenger (1884–1945), Wahlkreis 19 (Hessen-Nassau), Suizid am 7. Mai 1945
- Fritz Springorum (1886–1942), Wahlkreis 17 (Westfalen Nord), verstorben am 16. April 1942
- Heinrich Ritter von Srbik, Land Österreich
- Theo Albert Stadler (1910–1984), Land Österreich
- Josef Ständer (1894–1976), Wahlkreis 14 (Weser-Ems)
- Kurt Stahl (1901–1975), Wahlkreis 18 (Westfalen Süd), eingetreten am 20. Oktober 1942 für Abg. Meister
- Walter Stang (1895–1945), Wahlkreis 3 (Berlin Ost)
- Peter Stangier (1898–1962), Wahlkreis 17 (Westfalen Nord)
- Franz Schenk Freiherr von Stauffenberg (1878–1950), Wahlkreis 31 (Württemberg), Gast der NSDAP-Fraktion, ausgeschieden am 7. Februar 1945
- Emil von Stauß (1877–1942), Wahlkreis 35 (Mecklenburg), Gast der NSDAP-Fraktion, verstorben am 11. Dezember 1942
- Hartmut Stegemann (1908–1987), Wahlkreis 5 (Frankfurt, Oder)
- Vinzenz Stehle (1901–1967), Wahlkreis 31 (Württemberg)
- Ernst Stein (1906–1943), Wahlkreis 18 (Westfalen Süd), verstorben am 17. Januar 1943
- Walter Steinecke (1888–1975), Wahlkreis 17 (Westfalen Nord)
- Helmut Stellrecht, (1898–1987), Wahlkreis 4 (Potsdam)
- Franz Stiebitz (1899–1945), Reichswahlvorschlag für die sudetendeutschen Gebiete, eingetreten nach der Ergänzungswahl am 4. Dezember 1938
- Werner Stiehr (1905–1982), Wahlkreis 13 (Schleswig-Holstein)
- Willi Stöhr (Frankfurt), (1903–unbekannt), Wahlkreis 19 (Hessen-Nassau)
- Franz Stöhr (Schneidemühl) (1879–1938), Wahlkreis 11 (Merseburg), verstorben am 13. November 1938
- Fritz Stollberg (1888–1948), Wahlkreis 29 (Leipzig)
- Fritz Stolz (1889–1956), Ostpreußen, eingetreten am 7. Juli 1940
- Heinrich Strang (Sachsen) (* 1896), Wahlkreis 30 (Chemnitz-Zwickau), Mandat am 28. August 1944 erloschen
- Karl Straßmayr (1897–1945), Land Österreich
- Alfred Straßweg (1902–1997), Wahlkreis 22 (Düsseldorf Ost)
- Christian Straubinger (1902–1983), Land Österreich
- Julius Streicher (1885–1946), Wahlkreis 26 (Franken)
- Carl Strobel (1895–1945), Wahlkreis 30 (Chemnitz-Zwickau), eingetreten am 20. Oktober 1942 für Abg. Weisflog
- Hans Strube (1910–1945), Wahlkreis 18 (Westfalen Süd), eingetreten am 5. August 1943 für Abg. Meinberg, verstorben am 1. Mai 1945
- Wilhelm Struve (1901–1982), Wahlkreis 13 (Schleswig-Holstein)
- Werner Studentkowski (1903–1951), Wahlkreis 29 (Leipzig)
- Emil Stürtz (1892–1945), Wahlkreis 5 (Frankfurt, Oder)
- Richard Suchenwirth (1896–1965), Land Österreich, eingetreten am 21. Januar 1939 für Abg. Kalcher
- Helmut Sündermann (1911–1972), Wahlkreis 25 (Niederbayern), eingetreten am 26. Februar 1942 für Abg. Hofmann (München)
- Erich Sundermann (1908–1993), Wahlkreis 31 (Württemberg)
- Heinrich von Sybel (1885–1969), Wahlkreis 13 (Schleswig-Holstein)

### T
- Heinrich Teipel (1885–1945), Wahlkreis 18 (Westfalen Süd), verstorben am 11. April 1945
- Otto Telschow (1876–1945), Wahlkreis 15 (Osthannover)
- Josef Terboven (1898–1945), Wahlkreis 23 (Düsseldorf West)
- Georg Tesche (1901–1989), Wahlkreis 11 (Merseburg)
- Franz Theissenberger (1903–1988), Land Österreich
- Kurt Thiele (Bremen) (1896–1969), Wahlkreis 14 (Weser-Ems)
- Wilhelm Thiele (Hessen) (1897–1990), Wahlkreis 19 (Hessen-Nassau)
- Fritz Thyssen (1873–1951), Wahlkreis 22 (Düsseldorf Ost), Mandat am 1. Dezember 1939 erloschen
- Fritz Tiebel (1889–unbekannt), Wahlkreis 11 (Merseburg)
- Fritz Tittmann (1898–1945), Wahlkreis 4 (Potsdam), gefallen am 25. April 1945
- Georg Traeg (1899–1978), Wahlkreis 24 (Oberbayern–Schwaben)
- Rudolf Trautmann (1908–1944), Wahlkreis 10 (Magdeburg), eingetreten am 13. Juni 1943 für Abg. Granzow, gefallen am 18. Juli 1944
- Friedrich Triebel (1888–1960), Wahlkreis 12 (Thüringen)
- Wilhelm Trippler (1897–1974), Wahlkreis 10 (Magdeburg)
- Oskar Trübenbach (1900–1992), Wahlkreis 12 (Thüringen)
- Hans von Tschammer und Osten (1887–1943), Wahlkreis 10 (Magdeburg), verstorben am 25. März 1943
- Richard Türk (1903–1984), Wahlkreis 7 (Breslau)

### U
- Alwin Uber (1884–unbekannt), Wahlkreis 8 (Liegnitz)
- Friedrich Uebelhoer (1893–unbekannt), Wahlkreis 11 (Merseburg)
- Ludwig Uhl (1902–1985), Land Österreich, eingetreten am 15. Oktober 1941 für Abg. Hiedler
- Ulrich Uhle (1897–1945), Wartheland, eingetreten am 7. Juli 1940, gefallen am 28. April 1945
- Sigfried Uiberreither (1908–1984), Land Österreich
- Adalbert Ullmer, Wahlkreis 32 (Baden)
- Curt von Ulrich (1876–1946), Wahlkreis 10 (Magdeburg)
- Hans Ummen, Wahlkreis 17 (Westfalen Nord)
- Heinrich Unger (Essen) (1868–1939), Wahlkreis 23 (Düsseldorf West), verstorben am 16. April 1939
- Walter Unger (Schwerin) (1909–1999), Wahlkreis 35 (Mecklenburg)
- Paul Unterstab (1895–1944), Wahlkreis 28 (Dresden-Bautzen), verstorben am 25. August 1944
- Gotthard Urban (1905–1941), Wahlkreis 22 (Düsseldorf Ost), gefallen am 27. Juli 1941
- Albert Urmes (1910–1985), Wahlkreis 21 (Koblenz-Trier), eingetreten am 29. September 1941 für Abg. Claussen
- Felix Urstöger (1910–1941), Land Österreich, gefallen am 15. Dezember 1941
- Georg Usadel (1900–1941), Wahlkreis 1 (Ostpreußen), gefallen am 4. August 1941
- Georg Utz (1901–1939), Wahlkreis 31 (Württemberg), verstorben am 21. Februar 1939

### V
- Heinrich Vetter (Hagen) (1890–1969), Wahlkreis 18 (Westfalen Süd)
- Karl Vetter (Wanfried) (1895–1964), Wahlkreis 19 (Hessen-Nassau)
- Fritz Vielstich (1895–1965), Wahlkreis 19 (Hessen-Nassau)
- Karl Viererbl (1903–1945), Reichswahlvorschlag für die sudetendeutschen Gebiete, eingetreten nach der Ergänzungswahl am 4. Dezember 1938
- Albert Vögler (1877–1945), Wahlkreis 18 (Westfalen Süd), Gast der NSDAP-Fraktion, Suizid am 13. April 1945
- Hans Vogel (1887–1955), Wahlkreis 17 (Westfalen Nord)
- Werner Vogelsang (1895–1947), Wahlkreis 29 (Leipzig)
- Anton Vogt (1891–1976), Wahlkreis 31 (Württemberg)
- Paul Vollrath (1899–1965), Wahlkreis 12 (Thüringen), eingetreten am 30. Juli 1940 für Abg. Eckart
- Konrad Volm (1897–1958), Wahlkreis 20 (Köln-Aachen), ausgeschieden am 22. Mai 1943
- Carl Voß (1897–1969), Wahlkreis 14 (Weser-Ems)

### W
- Otto Wacker (1899–1940), Wahlkreis 32 (Baden), verstorben am 14. Februar 1940
- Werner Wächter, Wahlkreis 3 (Berlin Ost)
- Fritz Wächtler (1891–1945), Wahlkreis 25 (Niederbayern), verstorben am 19. April 1945
- Richard Wagenbauer (1896–1942), Wahlkreis 26 (Franken), verstorben am 20. Oktober 1942
- Georg Wagener (Hannover), Wahlkreis 16 (Südhannover–Braunschweig (Land))
- Robert Wagner (Baden) (1895–1946), Wahlkreis 32 (Baden)
- Adolf Wagner (Bayern) (1890–1944), Wahlkreis 24 (Oberbayern–Schwaben), verstorben am 12. April 1944
- Josef Wagner (Bochum) (1899–1945), Wahlkreis 18 (Westfalen Süd), Mandat erloschen 1941
- Richard Wagner (Darmstadt) (1902–1973), Wahlkreis 33 (Hessen)
- Gerhard Wagner (München) (1888–1939), Wahlkreis 3 (Berlin Ost), verstorben am 25. März 1939
- Karl Wahl (1892–1981), Wahlkreis 24 (Oberbayern–Schwaben)
- Josias zu Waldeck und Pyrmont (1896–1967), Wahlkreis 23 (Düsseldorf West)
- Heinrich Walkenhorst (1906–1972), Reichswahlvorschlag, eingetreten am 8. November 1943 für Abg. Kube
- Hellmut Walter (Dresden), Wahlkreis 28 (Dresden-Bautzen)
- Karl Walter (Düsseldorf), Wahlkreis 22 (Düsseldorf Ost)
- Georg von Walthausen (1895–1978), Wahlkreis 1 (Ostpreußen), ausgeschieden am 30. September 1938
- Alexander Freiherr von Wangenheim (1872–1959), Wahlkreis 2 (Berlin West)
- Christian Weber (München) (1883–1945), Wahlkreis 28 (Dresden-Bautzen)
- Julius Weber (Neunkirchen) (1904–1942), Wahlkreis 27 (Rheinpfalz–Saarland), gefallen am 15. Januar 1942
- Adolf Wedderwille (1895–1947), Wahlkreis 17 (Westfalen Nord)
- Kurt Wege (1891–1947), Wahlkreis 3 (Berlin Ost)
- Paul Wegener (1908–1993), Wahlkreis 4 (Potsdam)
- Fritz Wehmeier (1897–1945), Wahlkreis 14 (Weser-Ems), verstorben am 4. April 1945
- Nikolaus Wehner (1901–1942), Wahlkreis 1 (Ostpreußen), gefallen am 19. Juli 1942
- Hans Weinreich (1896–1963), Wahlkreis 11 (Merseburg), Mandat am 1. Juni 1944 erloschen
- Karl Weinrich (1887–1973), Wahlkreis 19 (Hessen-Nassau)
- Martin Weis (Großenhain) (1907–1970), Wahlkreis 30 (Chemnitz-Zwickau)
- Kurt Weisflog (1906–1942), Wahlkreis 30 (Chemnitz-Zwickau), gefallen am 7. Juli 1942
- Rudolf Weiss (Berlin), Wahlkreis 6 (Pommern)
- Wilhelm Weiß (München) (1892–1950), Wahlkreis 2 (Berlin West)
- Fritz Weitzel (1904–1940), Wahlkreis 22 (Düsseldorf Ost), verstorben am 19. Juni 1940
- Wilhelm Welter (1898–1966), Wahlkreis 27 (Rheinpfalz–Saarland)
- Martin Wendt (1886–1947), Wahlkreis 4 (Potsdam)
- Rudolf Wenzel (Reichenberg) (1904–1992), Reichswahlvorschlag für die sudetendeutschen Gebiete, eingetreten nach der Ergänzungswahl am 4. Dezember 1938
- Karl Wenzl (München) (1903–1942), Wahlkreis 24 (Oberbayern–Schwaben), verstorben am 27. Mai 1942
- Eugen Werkowitsch, Land Österreich
- Wilhelm Werner, Wahlkreis 9 (Oppeln)
- Hans Westen (Budweis) (1891–1947), am 25. April 1939 als Abgeordneter für die Deutschen im Protektorat Böhmen und Mähren in den Reichstag entsandt
- Ernst Wettengel (1903–1981), Wahlkreis 28 (Dresden-Bautzen)
- Wilhelm Wettschureck (1898–1970), Wahlkreis 24 (Oberbayern–Schwaben), eingetreten am 9. August 1940 für Abg. Nippold
- Otto Wetzel (1905–1982), Wahlkreis 32 (Baden)
- Curt Wiebel (1895–1973), Wahlkreis 15 (Osthannover)
- Fritz Wiedemann (1891–1970), Wahlkreis 3 (Berlin Ost)
- Heinrich Wiese (1896–2000), Wahlkreis 13 (Schleswig-Holstein)
- Rudolf Ernst Wiesner (1890–1973), Schlesien, eingetreten am 7. Juli 1940
- Wilhelm Wigand, Wahlkreis 5 (Frankfurt, Oder)
- Alfred Wilke (1902–1993), Wahlkreis 35 (Mecklenburg), eingetreten am 31. Mai 1939 für Abg. Graf von der Schulenburg
- Otto Wilkens (1907–1999), Wahlkreis 16 (Südhannover–Braunschweig (Land))
- Werner Willikens (1893–1961), Wahlkreis 16 (Südhannover–Braunschweig (Land))
- Toni Winkelnkemper, Wahlkreis 20 (Köln-Aachen)
- Ludwig Winter, Wahlkreis 16 (Südhannover–Braunschweig (Land))
- Anton Wintersteiger, Land Österreich
- Paul Wipper, Wahlkreis 21 (Koblenz-Trier)
- Max Wockatz, Wahlkreis 8 (Liegnitz)
- Heinz Wohlleben, Wahlkreis 4 (Potsdam)
- Karl Wolff (Hessen) (1900–1984), Wahlkreis 33 (Hessen)
- Ludwig Wolff (Litzmannstadt) (1908–1988), Wartheland, eingetreten am 7. Juli 1940
- Hans Wolkersdörfer, Wahlkreis 11 (Merseburg)
- Karl Wollenberg (1903–1958), Wahlkreis 3 (Berlin Ost)
- Georg Wollner (1903–1948), Reichswahlvorschlag für die sudetendeutschen Gebiete, eingetreten nach der Ergänzungswahl am 4. Dezember 1938
- Franz Hermann Woweries (1908–1948), Wahlkreis 19 (Hessen-Nassau)
- Udo von Woyrsch (1895–1983), Wahlkreis 7 (Breslau)
- Martin Wülfing (1899–1986), Wahlkreis 3 (Berlin Ost)
- Joachim Wünning (1898–1944), Wahlkreis 11 (Merseburg), gefallen am 22. September 1944
- Philipp Wurzbacher (1898–1984), Wahlkreis 26 (Franken)
- Lucian Wysocki (1899–1964), Wahlkreis 23 (Düsseldorf West)

### Z
- Lorenz Zahneisen (1897–1950), Wahlkreis 26 (Franken)
- Hermann Zapf (1886–1957), Wahlkreis 15 (Osthannover)
- Karl Zech (1892–1944), Wahlkreis 23 (Düsseldorf West), Mandat am 11. März 1944 erloschen
- Carl Zenner (1899–1969), Wahlkreis 21 (Koblenz-Trier)
- Willy Ziegler (1899–1942), Wahlkreis 32 (Baden), gefallen am 19. Januar 1942
- Hans Zimmermann (1906–1984), Wahlkreis 26 (Franken), eingetreten am 7. Juli 1940 für Abg. Forster
- Otto Zimmermann (1897–1973), Wahlkreis 29 (Leipzig), eingetreten am 11. September 1941 für Abg. Groine
- Oskar Zschake-Papsdorf (1902–1944 (vermisst)), Wahlkreis 29 (Leipzig), verschollen seit 23. Juli 1944